# Anthony Eden
Robert Anthony Eden, 1:e earl av Avon, född 12 juni 1897 nära Bishop Auckland i County Durham, död 14 januari 1977 i Alvediston i Wiltshire, var en brittisk konservativ politiker. Han var utrikesminister 1935–1938, 1940–1945 och 1951–1955, samt premiärminister 1955–1957.
Eden blev utrikesminister vid 38 års ålder, innan han avgick i protest mot Neville Chamberlains eftergiftspolitik gentemot Mussolinis fascistiska regim i Italien. Han innehade återigen den positionen under större delen av andra världskriget, och en tredje gång i början av 1950-talet. Efter att ha varit Winston Churchills ställföreträdare i nästan 15 år efterträdde Eden honom som ledare för det konservativa partiet och premiärminister 1955, och en månad senare vann han ett allmänt val.
Edens rykte som en skicklig diplomat överskuggades 1956 när USA vägrade att stödja den brittisk-franska militärens svar på Suezkrisen, vilket kritiker över partigränserna betraktade som ett historiskt bakslag för brittisk utrikespolitik och signalerade slutet på det brittiska inflytandet i Mellanöstern. De flesta historiker hävdar att han begick en rad misstag, särskilt när han inte insåg djupet av det amerikanska motståndet mot militära aktioner. Två månader efter att ha beordrat ett slut på Suezoperationen avgick han som premiärminister på grund av dålig hälsa och för att han var allmänt misstänkt för att ha vilselett Brittiska underhuset om graden av maskopi med Frankrike och Israel.
Eden anses allmänt vara en av de minst framgångsrika brittiska premiärministrarna under 1900-talet, även om två allmänt sympatiska biografier har bidragit till att ändra åsiktsbalansen. Han var den förste av femton brittiska premiärministrar som utsågs av drottning Elizabeth II under hennes sjuttioåriga regeringstid.

## Familj
Eden föddes den 12 juni 1897 i Windlestone Hall i grevskapet Durham i en konservativ godsägarfamilj. Han var den tredje av fyra söner till Sir William Eden, 7:e och 5:e baronet, och Sybil Frances Grey, en medlem av den framstående familjen Grey i Northumberland. Sir William var en före detta överste och lokal domare från en familj med gamla titlar. Han var en excentrisk och ofta argsint man, en begåvad akvarellist, porträttmålare och samlare av impressionister. Edens mor hade velat gifta sig med Francis Knollys, som senare blev en betydande kunglig rådgivare, men äktenskapet förbjöds av prinsen av Wales. Även om hon var en populär person lokalt, hade hon ett ansträngt förhållande till sina barn, och hennes slöseri förstörde familjens förmögenhet, vilket innebar att Edens äldre bror Tim var tvungen att sälja Windlestone 1936. Med hänvisning till hans härkomst skulle Rab Butler senare skämta om att Anthony Eden – en stilig men argsint man – var "till hälften galen baronet, till hälften vacker kvinna".
Edens farfarsfar var William Iremonger, som förde befäl över 2:a fotregementet under spanska inbördeskriget och stred under Wellington vid slaget vid Vimeiro. Han härstammade också från guvernör Sir Robert Eden, 1:e baronet av Maryland och genom familjen Calvert i Maryland var han knuten till den gamla romersk-katolska aristokratin i familjerna Arundell och Howard (inklusive hertigarna av Norfolk), samt anglikanska familjer inklusive earlerna av Carlisle, Effingham och Suffolk. Familjen Calvert hade konverterat till den etablerade kyrkan i början av 1700-talet för att återta äganderätten till Maryland. Han hade också en del dansk (familjen Schaffalitzky de Muckadell) och norsk (familjen Bie) härkomst. Eden blev en gång road när han fick veta att en av hans förfäder, liksom Churchills förfader hertigen av Marlborough, hade varit älskare till Barbara Castlemaine.
Det spekulerades i många år om att Edens biologiske far var politikern och skriftställaren George Wyndham, men detta anses omöjligt eftersom Wyndham befann sig i Sydafrika vid tiden för Edens tillkomst. Det ryktades att Edens mor hade haft en affär med Wyndham. Hans mor och Wyndham utbytte kärleksfulla meddelanden 1896, men Wyndham var en sällsynt besökare i Windlestone och återgäldade förmodligen inte Sybils känslor. Eden var road av ryktena, men enligt hans levnadstecknare Rhodes James trodde han förmodligen inte på dem. Han liknade inte sina syskon, men hans far Sir William tillskrev detta till att han var "en Grey, inte en Eden".
Eden hade en äldre bror John, som dödades i strid 1914, och en yngre bror Nicholas, som dödades när slagkryssaren HMS Indefatigable sprängdes och sjönk i Skagerrakslaget 1916.

## Tidiga år

### Skola
Eden utbildades vid två friskolor. Han gick på Sandroyd School i Wiltshire från 1907 till 1910, där han utmärkte sig i språk. Han började sedan på Eton College i januari 1911. Där vann han ett pris och utmärkte sig i cricket, rugby och rodd.
Eden lärde sig franska och tyska på kontinentala semestrar och sägs som barn ha talat franska bättre än engelska. Även om Eden kunde konversera med Adolf Hitler på tyska i februari 1934 och med den kinesiske premiärministern Zhou Enlai på franska i Genève 1954, föredrog han, av en känsla av professionalism, att låta tolkar översätta vid formella möten.
Även om Eden senare hävdade att han inte hade något intresse för politik förrän i början av 1920-talet, skriver hans levnadstecknare att hans tonårsbrev och dagböcker "bara kommer till liv" när han diskuterar ämnet. Han var en stark konservativ partipolitiker som i november 1912 ansåg att hans protektionistiske far var "en idiot" för att han försökte hindra sin frihandelsstödjande farbror från att kandidera till parlamentet. Han gladde sig åt Charles Mastermans nederlag i ett fyllnadsval i maj 1914 och förvånade en gång sin mor under en tågresa genom att berätta för henne vem som var parlamentsledamot och hur stor hans majoritet var för varje valkrets de passerade. År 1914 var han medlem i Eton Society ("Pop").

### Första världskriget
Under första världskriget dödades Edens äldre bror löjtnant John Eden i strid den 17 oktober 1914 vid 26 års ålder, när han tjänstgjorde med 12:e (Prince of Wales's Royal) Lansiärregementet. Hans grav finns på krigskyrkogården Larch Wood i Belgien. Hans farbror Robin blev senare nedskjuten och tillfångatagen när han tjänstgjorde i Royal Flying Corps.
Som många andra i sin generation anmälde sig Eden som frivillig till tjänstgöring i den brittiska armén och tjänstgjorde i den 21:a bataljonen (Yeoman Rifles) i King's Royal Rifle Corps (KRRC), en enhet i Kitcheners frivilligarmé, som till en början huvudsakligen rekryterades från lantarbetare i County Durham, som i allt högre grad ersattes av Londonbor efter förlusterna vid Somme i mitten av 1916. Han utnämndes till tillfällig underlöjtnant den 2 november 1915 (före den 29 september 1915). Hans bataljon förflyttades till västfronten den 4 maj 1916 som en del av 41:a divisionen. Den 31 maj 1916 dödades Edens yngre bror William Nicholas Eden i strid 16 år gammal, ombord på HMS Indefatigable under Skagerrakslaget. Hans minne finns på Plymouth Naval Memorial. Hans svåger, Lord Brooke, sårades under kriget.
En sommarnatt 1916, nära Ploegsteert, var Eden tvungen att leda en liten räd in i en fientlig skyttegrav för att döda eller tillfångata tyska soldater för att identifiera fiendens enheter mittemot. Han och hans män blev fast i ingenmansland under fiendens eldgivning, och hans sergeant sårades allvarligt i benet. Eden skickade en man tillbaka till de brittiska linjerna för att hämta en annan man och en bår, och han och tre andra bar tillbaka den sårade sergeanten med, som han senare uttryckte det i sina memoarer, en "kylig känsla längs ryggraden", osäker på om tyskarna inte hade sett dem i mörkret eller om de ridderligt vägrade att skjuta. Han underlät att nämna att han hade tilldelats Military Cross (MC) för incidenten, som han inte nämnde mycket om under sin politiska karriär. Den 18 september 1916, efter slaget vid Flers-Courcelette (en del av slaget vid Somme), skrev han till sin mor: "Jag har sett saker på sistone som jag inte kommer att glömma". Den 3 oktober utnämndes han till kapten med temporär löjtnants grad under hela förordnandet. Vid 19 års ålder var han den yngste kaptenen på västfronten.
Edens MC fanns med på 1917 års födelsedagslista. Hans bataljon stred vid Slaget om Messines i juni 1917. Den 1 juli 1917 bekräftades Eden som tillfällig löjtnant, och avsade sig sin tjänst som kapten tre dagar senare. Hans bataljon stred under de första dagarna av det Tredje slaget vid Ypern (31 juli - 4 augusti). Mellan den 20 och 23 september 1917 tillbringade hans bataljon några dagar på kustförsvar vid den fransk-belgiska gränsen.

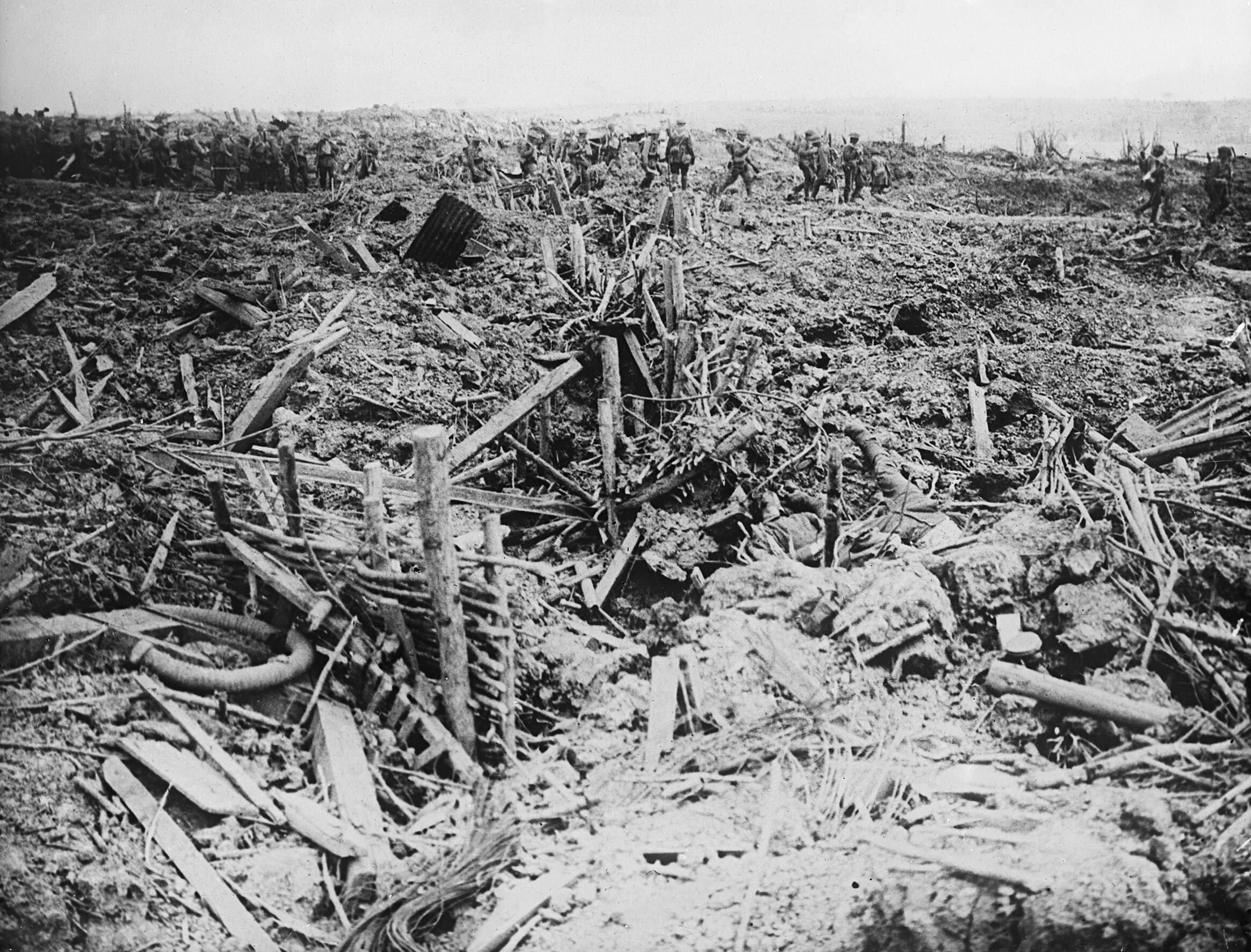
Slaget vid Messines 1917

Den 19 november förflyttades Eden till generalstaben som generalstabsofficer grad 3 (GSO3), med tillfällig grad av kapten. Han tjänstgjorde vid andra arméns högkvarter mellan mitten av november 1917 och 8 mars 1918 och missade tjänstgöring i Italien (eftersom den 41:a divisionen hade förflyttats dit efter att den italienska andra armén besegrats i slaget vid Caporetto). Eden återvände till västfronten när en stor tysk offensiv var nära förestående, bara för att hans tidigare bataljon skulle upplösas för att hjälpa till att lindra den brittiska arméns akuta brist på soldater. Även om David Lloyd George, som då var den brittiske premiärministern, var en av de få politiker om vilka Eden rapporterade att soldaterna i frontlinjen talade bra om, skrev han till sin syster (23 december 1917) i avsky för hans "vänta och se-svammel" när han vägrade att utvidga värnplikten till Irland.
I mars 1918, under den tyska våroffensiven, var han stationerad nära La Fère vid floden Oise, mittemot Adolf Hitler, vilket han fick veta vid en konferens 1935. Vid ett tillfälle, när brigadens högkvarter bombades av tyskt flyg, sa hans kamrat till honom: "Sådär, nu har du fått din första smak av nästa krig." Den 26 maj 1918 utnämndes han till brigadmajor vid 198:e infanteribrigaden, en del av 66:e divisionen. Vid 20 års ålder var Eden den yngsta brigadmajoren i den brittiska armén.
Han övervägde att kandidera till parlamentet i slutet av kriget, men valet utlystes för tidigt för att det skulle vara möjligt. Efter vapenstilleståndet med Tyskland tillbringade han vintern 1918–1919 i Ardennerna med sin brigad. Den 28 mars 1919 blev han brigadmajor vid 99:e infanteribrigaden. Eden övervägde att ansöka om en tjänst i den reguljära armén, men det var mycket svårt att få tag på sådana eftersom armén krympte så snabbt. Till en början ryckte han på axlarna åt sin mors förslag om att studera i Oxford. Han avvisade också tanken på att bli advokat. Hans föredragna karriäralternativ i detta skede var att kandidera till parlamentet för biskop Auckland, statsförvaltningen i Östafrika eller utrikesdepartementet. Han hemförlovades den 13 juni 1919. Han behöll kaptens grad.

### Oxford

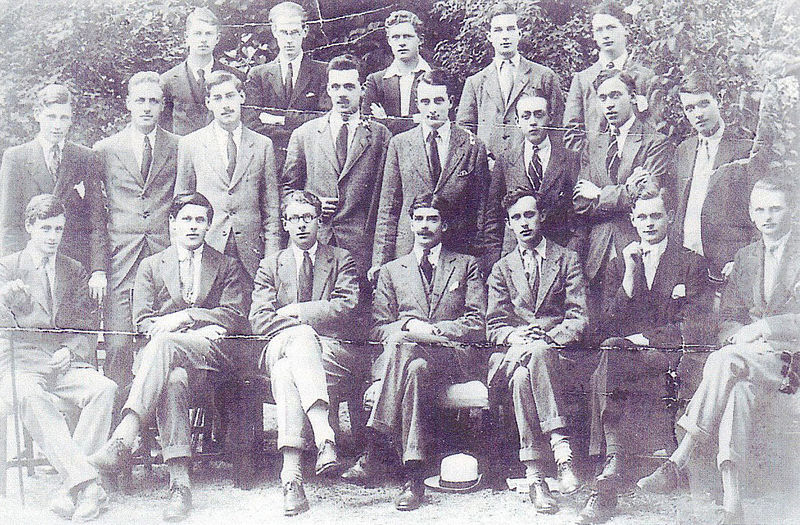
Uffizierna, Oxford, ca 1920. Sittande: Lord Balniel, senare 28:e earl av Crawford (2:a från vänster); Ralph Dutton, senare 8:e baron Sherborne (3:e från vänster); Anthony Eden, senare earl av Avon (4:e från vänster); Lord David Cecil (5:e från vänster).

Eden hade provat på att studera turkiska tillsammans med en vän till familjen. Efter kriget studerade han orientaliska språk (persiska och arabiska) vid Christ Church, Oxford, med början i oktober 1919. Persiska var hans huvudspråk och arabiska hans andraspråk. Han studerade för Richard Paset Dewhurst och David Samuel Margoliouth.
I Oxford deltog Eden inte i studentpolitiken, och hans främsta fritidsintresse vid den tiden var konst. Eden var medlem i Oxford University Dramatic Society och ordförande för Asiatic Society. Tillsammans med Lord David Cecil och R. E. Gathorne-Hardy grundade han Uffizierna, där han senare blev ordförande. Möjligen under inflytande av sin far höll Eden ett föredrag om Paul Cézanne, vars arbete ännu inte var allmänt uppskattat. Eden samlade redan på målningar.
I juli 1920 återkallades Eden till militärtjänst som löjtnant i 6:e bataljonen i Durhams lätta infanteri. Våren 1921, återigen som tillfällig kapten, förde han befäl över de lokala försvarsstyrkorna i Spennymoor när allvarliga industriella oroligheter verkade möjliga. Han avsade sig återigen sitt uppdrag den 8 juli. Han tog examen från Oxford i juni 1922 med betyget Double First. Han fortsatte att tjänstgöra som officer i territorialarmén fram till maj 1923.

## Tidig politisk karriär (1922–1931)

### 1922–1924

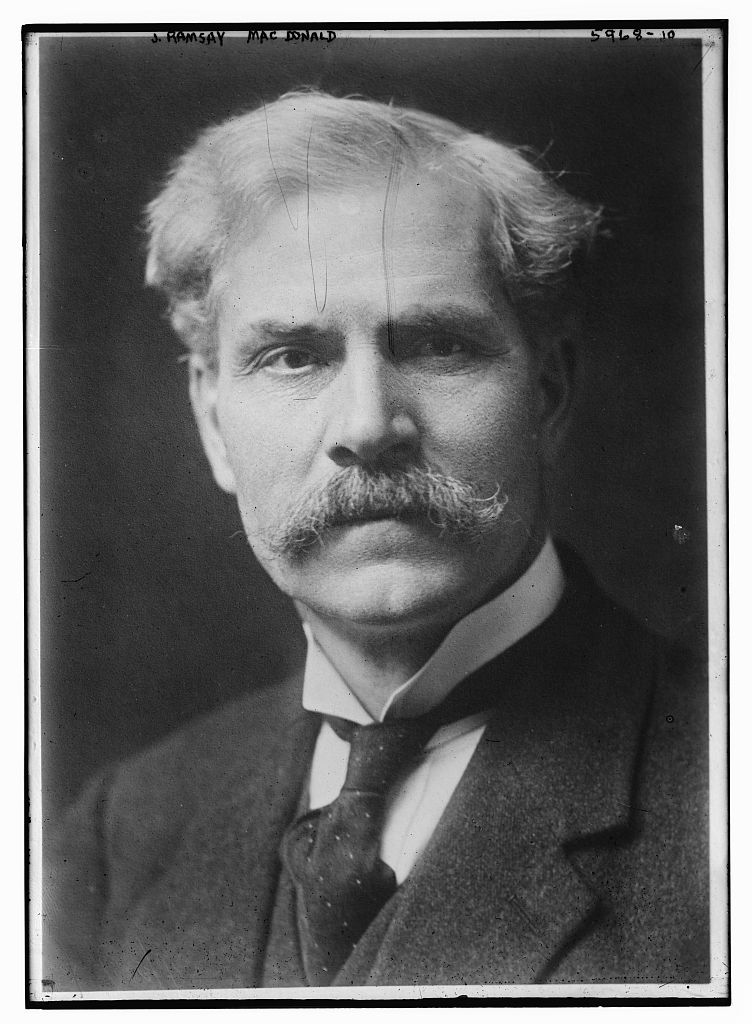
Ramsay MacDonald, premiärminister 1924 och 1931-1935

Kapten Eden, som han fortfarande kallades, valdes ut för att kampanja för Spennymoor som konservativ. Till en början hade han hoppats på att vinna med ett visst liberalt stöd, eftersom de konservativa fortfarande stödde Lloyd Georges koalitionsregering, men vid tiden för valet i november 1922 stod det klart att ökningen av Labours röster gjorde det osannolikt. Hans huvudsponsor var markisen av Londonderry, en lokal kolägare. Mandatet gick från Liberalerna till Labour.
Edens far hade dött den 20 februari 1915. Som en yngre son hade han ärvt ett kapital på 7 675 pund och 1922 hade han en privat inkomst på 706 pund efter skatt (cirka 375 000 pund och 35 000 pund i 2014 års priser).
Eden läste Lord Curzons skrifter och hoppades kunna efterlikna honom genom att ge sig in i politiken med sikte på att specialisera sig på utrikespolitik. Eden gifte sig med Beatrice Beckett hösten 1923, och efter en två dagar lång smekmånad i Essex blev han utvald att kämpa i Warwick och Leamington i ett fyllnadsval i november 1923. Hans motståndare i Labourpartiet, Daisy Greville, grevinna av Warwick, var av en tillfällighet hans syster Elfridas svärmor och även mor till hans hustrus styvmor, Marjorie Blanche Eve Beckett, född Greville. Den 16 november 1923, under fyllnadsvalkampanjen, upplöstes parlamentet inför valet i december 1923. Han valdes in i parlamentet vid tjugosex års ålder.
Den första Labourregeringen under Ramsay MacDonald tillträdde i januari 1924. Edens jungfrutal (19 februari 1924) var ett kontroversiellt angrepp på Labours försvarspolitik och häcklades. Han var därefter noga med att tala först efter en grundlig förberedelse. Han återgav senare talet i samlingen Foreign Affairs (1939) för att ge intryck av att han hade varit en konsekvent förespråkare för luftstyrka. Eden beundrade H. H. Asquith, som då var inne på sitt sista år i underhuset, för hans klarhet och korthet. Den 1 april 1924 talade Eden för att uppmana till engelsk-turkisk vänskap och ratificering av Lausannefreden, som hade undertecknats i juli 1923.

### 1924–1929
De konservativa återkom till makten vid valet 1924. I januari 1925 åkte Eden, besviken över att inte ha blivit erbjuden en tjänst, på en rundresa i Mellanöstern och träffade emir Faisal I av Irak. Feisal påminde honom om "Rysslands tsar och (jag) misstänker att hans öde kan bli liknande" (ett liknande öde drabbade faktiskt den irakiska kungafamiljen 1958). Under ett besök i Kejsardömet Iran inspekterade han raffinaderiet i Abadan, som han liknade vid "ett Swansea i liten skala".
Eden utnämndes till parlamentarisk privatsekreterare åt Godfrey Locker-Lampson, undersekreterare vid inrikesdepartementet (17 februari 1925), och tjänstgjorde under inrikesminister William Joynson Hicks.
I juli 1925 åkte Eden på en andra resa till Kanada, Australien och Indien. Han skrev artiklar för The Yorkshire Post, som kontrollerades av hans svärfar Sir Gervase Beckett, under pseudonymen "Backbencher". I september 1925 representerade han Yorkshire Post vid Imperial Conference i Melbourne.
Eden fortsatte att vara sekreterare till Locker-Lampson när den senare utnämndes till undersekreterare vid utrikesdepartementet i december 1925.  Han utmärkte sig med ett tal om Mellanöstern (21 december 1925), där han uppmanade till en justering av Iraks gränser till Turkiets fördel, men också till ett fortsatt brittiskt mandat, snarare än ett "kaos". Eden avslutade sitt tal med att uppmana till anglo-turkisk vänskap. Den 23 mars 1926 talade han för att uppmana Nationernas Förbund att ta emot Tyskland, vilket skulle ske året därpå. I juli 1926 blev han PPS till utrikesminister Sir Austen Chamberlain.
Förutom att dryga ut sin inkomst som parlamentsledamot på omkring 300 pund om året vid den tiden genom att skriva och skriva journalistik, gav han 1926 ut en bok om sina resor, Places in the Sun, som var mycket kritisk mot socialismens skadliga effekt på Australien och som Stanley Baldwin skrev ett förord till.
I november 1928, när Austen Chamberlain var borta på en resa för att återfå sin hälsa, var Eden tvungen att tala för regeringen i en debatt om ett nyligen ingånget engelsk-franskt sjöavtal som svar till Ramsay MacDonald, som då var ledare för oppositionen. Enligt Austen Chamberlain skulle han ha befordrats till sitt första ministerjobb, statssekreterare på utrikesdepartementet, om de konservativa hade vunnit valet 1929.

### 1929–1931
Valet 1929 var den enda gången som Eden fick mindre än 50% av rösterna i Warwick. Efter de konservativas nederlag gick han med i en progressiv grupp av yngre politiker bestående av Oliver Stanley, William Ormsby-Gore och den blivande talmannen W.S. "Shakes" Morrison. En annan medlem var Noel Skelton, som före sin död hade myntat uttrycket "egendomsägande demokrati", som Eden senare skulle popularisera som en strävan inom det konservativa partiet. Eden förespråkade samarbete inom industrin mellan chefer och arbetare, som han ville skulle få aktier.
Mellan 1929 och 1931 arbetade Eden som mäklare i staden för Harry Lucas, en firma som så småningom gick upp i S. G. Warburg & Co.

## Utrikesdepartementet (1931–1935)
I augusti 1931 innehade Eden sitt första ministerämbete som statssekreterare för utrikesfrågor i premiärminister Ramsay MacDonalds nationella regering. Till en början innehades ämbetet som utrikesminister av Lord Reading (i överhuset), men Sir John Simon innehade posten från november 1931.
Liksom många i hans generation som hade tjänstgjort i första världskriget var Eden starkt emot krig, och han strävade efter att arbeta genom Nationernas förbund för att bevara freden i Europa. Regeringen föreslog åtgärder som ersatte Versaillesfördraget efter kriget för att göra det möjligt för Tyskland att rusta upp (även om man ersatte sin lilla yrkesarmé med en milis med kort tjänst) och för att minska de franska rustningarna. Winston Churchill riktade skarp kritik mot politiken i underhuset den 23 mars 1933 och motsatte sig "otillbörlig" fransk nedrustning eftersom den skulle kunna kräva att Storbritannien vidtog åtgärder för att tvinga fram fred enligt Locarnofördragen från 1925. Eden, som svarade för regeringen, avfärdade Churchills tal som överdrivet och okonstruktivt och kommenterade att nedrustningen av land ännu inte hade gjort samma framsteg som nedrustningen till sjöss vid Washington- och Londonfördragen och hävdade att fransk nedrustning var nödvändig för att "säkra Europa den period av eftergifter som är nödvändig". Edens tal möttes av gillande av underhuset. Neville Chamberlain kommenterade kort därefter: "Den unge mannen kommer snabbt; Han kan inte bara hålla ett bra tal, utan han har ett gott huvud och de råd han ger lyssnar kabinettet på".

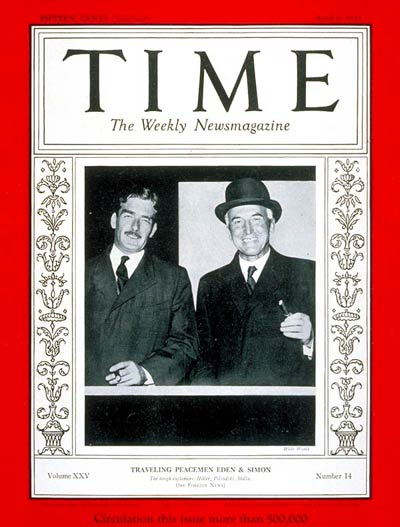
Anthony Eden och utrikesminister Sir John Simon på omslaget av tidskriften Time i april 1935

Eden skrev senare att i början av 1930-talet användes ordet "eftergiftspolitik" fortfarande i sin rätta betydelse (från Oxford English Dictionary) för att försöka lösa stridigheter. Först senare under decenniet skulle det komma att få en nedsättande innebörd av att gå med på mobbningskrav.
Han utnämndes till Lordsigillbevarare i januari 1934, en position som kombinerades med den nyinrättade posten som minister för Nationernas förbunds angelägenheter. Som Lordsigillbevarare svors Eden in i Kronrådet vid 1934 års kungliga födelsedagsceremoni.
Den 25 mars 1935 träffade Eden, tillsammans med utrikesminister Sir John Simon, Hitler i Berlin och framförde en svag protest efter att Hitler återinfört värnplikten mot Versaillesfördraget. Samma månad träffade Eden också Stalin och Litvinov i Moskva.
Han kom in i kabinettet för första gången när Stanley Baldwin bildade sin tredje regering i juni 1935. Eden kom senare att inse att freden inte kunde upprätthållas genom att blidka Nazityskland och det fascistiska Italien. Han motsatte sig privat den politik som fördes av utrikesminister Sir Samuel Hoare, som gick ut på att försöka blidka Italien under dess invasion av Abessinien (nu kallat Etiopien) 1935. Efter att Hoare avgått efter att Hoare-Lavalpakten misslyckats, efterträdde Eden honom som utrikesminister. När Eden hade sin första audiens hos kung Georg V sägs kungen ha sagt: " "No more coals to Newcastle, no more Hoares to Paris".
År 1935 skickade Baldwin Eden på ett tvådagarsbesök för att träffa Hitler, som han åt middag med två gånger. Litvinovs levnadstecknare John Holroyd-Doveton menade att Eden delar med Molotov erfarenheten av att vara de enda som har ätit middag med Hitler, Churchill, Roosevelt och Stalin, om än inte vid samma tillfälle. Hitler åt aldrig middag med någon av de andra tre ledarna, och så vitt man vet mötte Stalin aldrig Hitler.
Clement Attlee var övertygad om att den allmänna opinionen kunde stoppa Hitler och sade i ett tal i underhuset:
"Vi tror på ett lagsystem där hela världen skulle vara uppställd mot en angripare. Om det visar sig att någon har för avsikt att bryta freden, låt oss då föra hela världsopinionen emot henne."
Men Eden var mer realistisk och förutspådde korrekt:
"Hitler kunde bara stoppas. Det kan finnas den enda handlingsmöjlighet som står öppen för oss, att förena oss med de makter som är medlemmar av förbundet för att bekräfta vår tro på denna institution och för att upprätthålla förbundets principer. Det kan vara skådespelet att förbundets stormakter på nytt bekräftar sina avsikter att samarbeta närmare än någonsin, och det är inte bara det enda sättet att göra Tyskland klart för sig, att den oundvikliga effekten av att framhärda i dess nuvarande politik kommer att bli att alla de nationer, som tror på kollektiv säkerhet, konsolideras mot Tyskland, utan också tenderar att inge förtroende åt de mindre mäktiga nationerna, som av rädsla för Tysklands växande styrka skulle annars mycket väl kunna dras in i hennes omloppsbana".
Eden begav sig till Moskva för överläggningar med Stalin och den sovjetiske ministern Litvinov. De flesta i det brittiska kabinettet fruktade att bolsjevismen skulle sprida sig till Storbritannien och hatade sovjeterna, men Eden reste med ett öppet sinne och hade respekt för Stalin:
"(Stalins) personlighet gjorde sig påmind utan överdrift. Han hade ett naturligt gott uppförande, kanske ett georgiskt arv. Även om jag visste att mannen var skoningslös, respekterade jag hans sinneskvalitet och kände till och med en sympati som jag aldrig har kunnat analysera. Kanske var det på grund av den pragmatiska inställningen. Jag kan inte tro att han hade någon samhörighet med Marx. Ingen kunde sannerligen ha varit mindre doktrinär."
Eden var säker på att de flesta av hans kolleger inte skulle känna sig entusiastiska över någon gynnsam rapport om Sovjetunionen, men han kände sig säker på att han hade rätt.
Företrädarna för de båda regeringarna noterade med tillfredsställelse att det som ett resultat av ett fullständigt och uppriktigt åsiktsutbyte för närvarande inte finns någon intressekonflikt mellan dem i någon av de stora frågorna i den internationella politiken, som har skapat en fast grund mellan dem för fredens sak. Eden uppgav att när han skickade kommunikén till sin regering trodde han att hans kollegor skulle bli "oentusiastiska, det är jag säker på".
John Holroyd-Doveton hävdade att det skulle visa sig att Eden hade rätt. Inte nog med att den franska armén besegrades av den tyska armén, Frankrike bröt också sitt avtal med Storbritannien genom att söka vapenstillestånd med Tyskland. Däremot besegrade Röda armén slutligen Wehrmacht.
I det skedet av sin karriär betraktades Eden som något av en ledare inom mode. Han bar regelbundet en Homburghatt, som blev känd i Storbritannien som en "Anthony Eden".

## Utrikesminister och avgång (1935–1938)

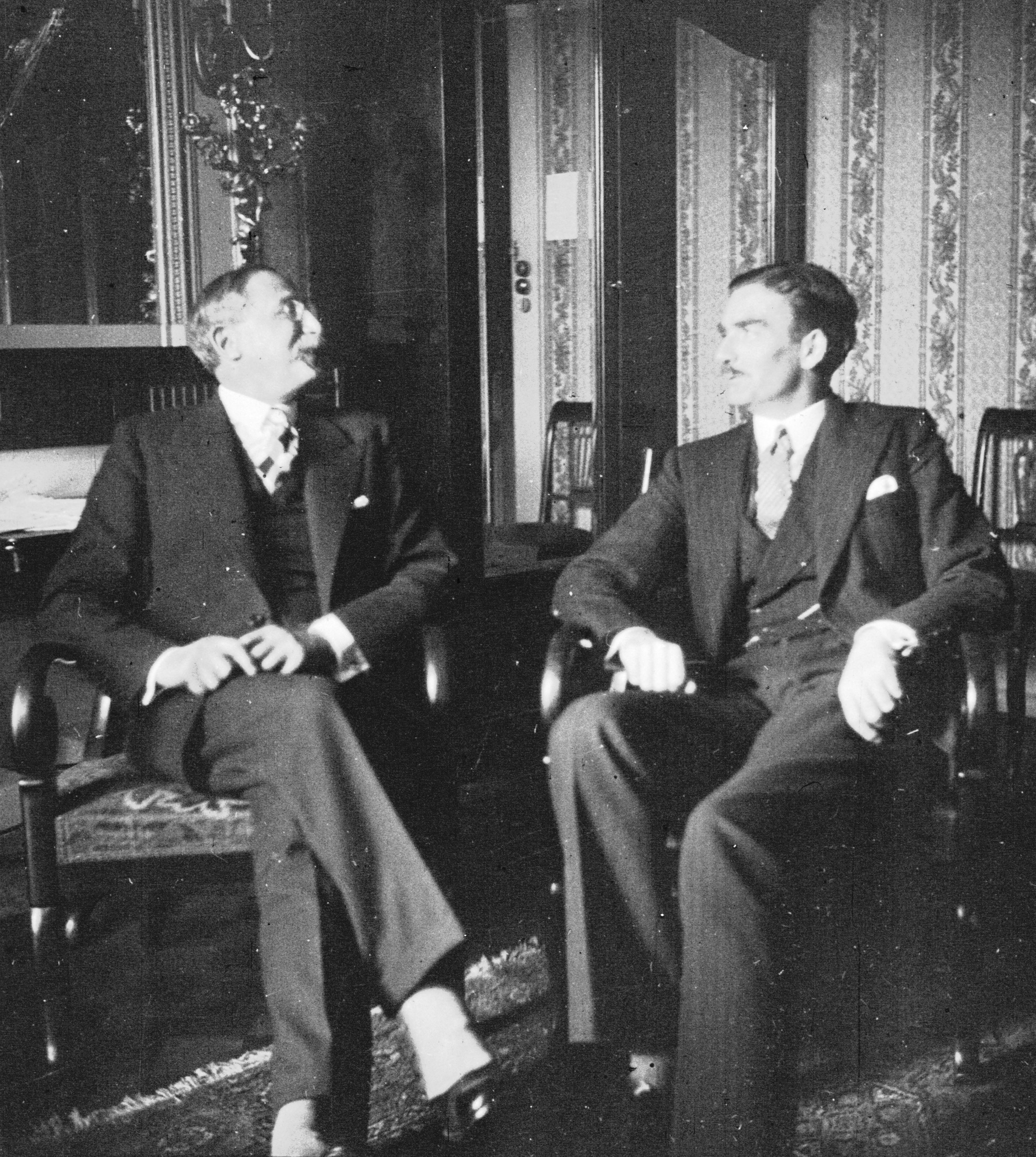
Eden med den franske premiärministern Léon Blum i Genève 1936

Eden blev utrikesminister efter att Samuel Hoare hade avgått efter Hoare-Lavalpaktens kollaps. Storbritannien var tvunget att anpassa sin utrikespolitik för att möta framväxten av de fascistiska makterna Nazityskland och Hitler samt den italienska fascismen och Mussolini. Han stödde politiken att inte blanda sig i det spanska inbördeskriget genom konferenser som Nyonkonferensen och stödde premiärminister Neville Chamberlain och hans nationella regering i deras ansträngningar att bevara freden genom till synes rimliga eftergifter till Nazityskland.
Kriget mellan Italien och Etiopien var under uppsegling och Eden försökte förgäves övertala Mussolini att överlämna tvisten till Nationernas förbund. Den italienske diktatorn hånade Eden offentligt som "den bäst klädda dåren i Europa". Eden protesterade inte när Storbritannien och Frankrike misslyckades med att motsätta sig Hitlers återockupation av Rhenlandet den 7 mars 1936. När den franska regeringen (Sarraut II:s regering) begärde ett möte för att få till stånd någon form av militär aktion som svar på Hitlers ockupation, uteslöt Edens uttalande bestämt all militär hjälp till Frankrike.
Eden avgick den 20 februari 1938 som en offentlig protest mot Chamberlains politik att komma på vänskaplig fot med det fascistiska Italien. Eden använde hemliga underrättelserapporter för att dra slutsatsen att Mussolinis regim i Italien utgjorde ett hot mot Storbritannien.
När Neville Chamberlain 1938 återvände från München till parlamentet med sin och Hitlers underskrift på fredsavtalet i München, reste sig de flesta av parlamentets ledamöter i tumultartade bifallsrop. Eden gick ut ur kammaren, blek av skam och ilska. Några andra satt kvar: Winston Churchill (som först reste sig för att fånga talmännens blick för att tala), Leo Amery, Vyvyan Adams och Harold Nicolson.
Han blev en konservativ dissident och ledde en grupp som den konservative inpiskaren David Margesson kallade "Glamour Boys". Samtidigt ledde Winston Churchill, den ledande anti-eftergiftsrörelsen, en liknande grupp, "Det gamla gardet". De var ännu inte allierade och skulle inte komma överens förrän Churchill blev premiärminister 1940. Det spekulerades mycket om att Eden skulle bli en samlingspunkt för alla de olika motståndarna till Chamberlain, men Edens ställning sjönk kraftigt bland politikerna eftersom han höll en låg profil och undvek konfrontation även om han motsatte sig Münchenöverenskommelsen och avstod från att rösta om den i underhuset. Han förblev dock populär i landet i stort och under senare år antogs han ofta felaktigt ha avgått som utrikesminister i protest mot Münchenöverenskommelsen och eftergiftspolitiken i allmänhet. I en intervju 1967 förklarade Eden sitt beslut att avgå: "Vi hade ett avtal med Mussolini om Medelhavet och Spanien, som han bröt mot genom att skicka trupper till Spanien, och Chamberlain ville ha ett annat avtal. Jag tyckte att Mussolini borde respektera det första innan vi förhandlade om det andra. Jag försökte bekämpa en förhalningsaktion för Storbritannien, och jag kunde inte gå med på Chamberlains politik."

## Andra världskriget

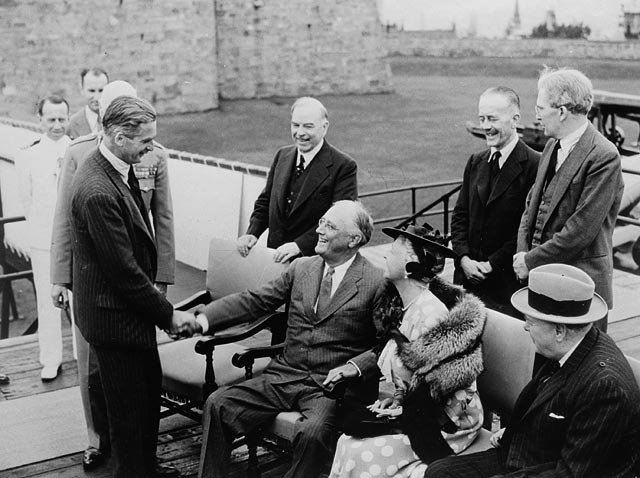
Eden med Mackenzie King och Winston Churchill möter Franklin D. Roosevelt vid Quebeckonferensen 1943.

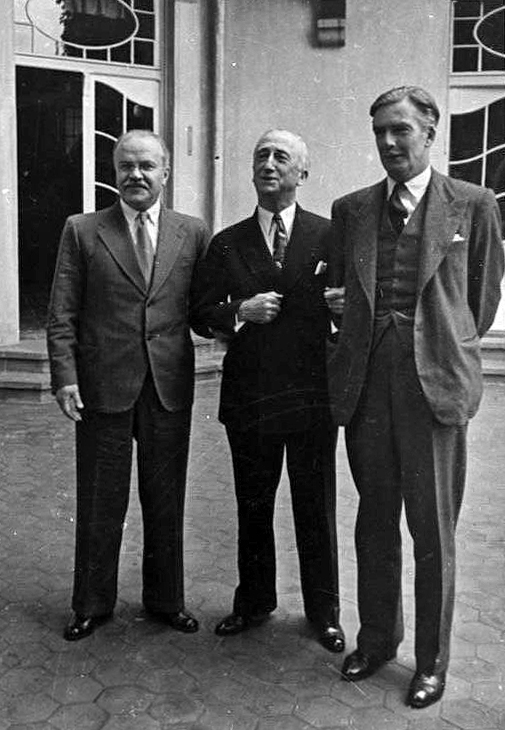
Potsdamkonferensen: Utrikesministrarna Vjatjeslav Molotov, James F. Byrnes och Anthony Eden, juli 1945.

Under de sista månaderna av fred 1939 gick Eden med i territorialarmén med majors grad, i London Rangers motoriserade bataljon i King's Royal Rifle Corps och var på ett årligt läger med dem i Beaulieu, Hampshire, när han hörde nyheten om Molotov–Ribbentrop-pakten.
Två dagar efter krigsutbrottet, den 3 september 1939, mobiliserades inte Eden till skillnad från de flesta territorialer för aktiv tjänst. Istället återvände han till Chamberlains regering som statssekreterare för samväldesfrågor och han besökte Palestina i februari 1940 för att inspektera den andra australiska imperiestyrkan. Han var dock inte med i krigskabinettet. Som ett resultat av detta var han inte en kandidat till premiärministerposten när Chamberlain avgick den 10 maj 1940 efter Norgedebatten och Churchill blev premiärminister. Churchill utnämnde Eden till krigsminister.
I slutet av 1940 återvände Eden till utrikesdepartementet och blev medlem av den verkställande kommittén för Political Warfare Executive 1941. Även om han var en av Churchills närmaste förtrogna, var hans roll i krigstid begränsad eftersom Churchill själv förde de viktigaste förhandlingarna, de med Franklin D. Roosevelt och Josef Stalin, men Eden tjänade lojalt som Churchills löjtnant. I december 1941 reste han med båt till Sovjetunionen där han träffade den sovjetiske ledaren Stalin och undersökte de slagfält där Sovjet framgångsrikt hade försvarat Moskva från den tyska arméns attack i Operation Barbarossa.
Ändå var han ansvarig för att hantera de flesta av relationerna mellan Storbritannien och den fria franske ledaren, Charles de Gaulle, under de sista åren av kriget. Eden var ofta både kritisk till Churchills betoning på den speciella relationen med USA och besviken på USA:s behandling av sina brittiska allierade.
År 1942 fick Eden ytterligare rollen som ledare för underhuset. Han övervägdes för flera andra viktiga jobb under och efter kriget, bland annat som överbefälhavare för Mellanöstern 1942 (vilket skulle ha varit en mycket ovanlig utnämning eftersom Eden var civil; General Harold Alexander skulle bli utnämnd), vicekung av Indien 1943 (general Archibald Wavell utsågs till denna post) eller generalsekreterare för den nybildade FN-organisationen 1945. År 1943, i samband med avslöjandet av Katynmassakern, vägrade Eden att hjälpa den polska exilregeringen. Eden stödde tanken på att efter kriget fördriva etniska tyskar från Tjeckoslovakien.
I början av 1943 blockerade Eden en begäran från de bulgariska myndigheterna om hjälp med att deportera en del av den judiska befolkningen från nyförvärvat bulgariskt territorium till det brittiska territoriet Palestina. Efter hans vägran transporterades en del av människorna till förintelselägret Treblinka i det naziockuperade Polen.
År 1944 reste Eden till Moskva för att förhandla med Sovjetunionen vid Tolstojkonferensen. Eden motsatte sig också Morgenthauplanen för att avindustrialisera Tyskland. Efter morden i Stalag Luft III lovade han i underhuset att ställa förövarna inför "exemplarisk rättvisa", vilket ledde till en framgångsrik människojakt efter kriget av Royal Air Force's Special Investigation Branch. Under Jaltakonferensen (februari 1945) utövade han påtryckningar på Sovjetunionen och USA för att få Frankrike att få en ockupationszon i efterkrigstidens Tyskland.
Edens äldste son, styrmannen Simon Gascoigne Eden, försvann i strid och förklarades senare död. Han tjänstgjorde som navigatör vid Royal Air Force i Burma i juni 1945. Det fanns ett nära band mellan Eden och Simon, och Simons död var en stor personlig chock för hans far. Mrs Eden ska ha reagerat annorlunda på förlusten av sin son, vilket ledde till att äktenskapet gick i kras. De Gaulle skrev ett personligt kondoleansbrev till honom på franska.
År 1945 nämndes han av Halvdan Koht bland sju kandidater som var kvalificerade för Nobels fredspris. Han nominerade dock inte uttryckligen någon av dem. Den person som faktiskt var nominerad var Cordell Hull.

## Efter kriget (1945–1955)

### I opposition (1945–1951)
Efter att Labourpartiet vunnit valet 1945 gick Eden i opposition som vice ledare för det konservativa partiet. Många ansåg att Churchill borde ha avgått och låtit Eden bli partiledare, men Churchill vägrade att överväga idén. Redan våren 1946 bad Eden öppet Churchill att avgå till förmån för honom. Han var i vilket fall som helst deprimerad när hans första äktenskap tog slut och hans äldste son dog. Churchill var på många sätt bara "oppositionsledare på deltid", på grund av sina många utlandsresor och sitt litterära arbete, och överlät det dagliga arbetet till stor del till Eden, som till stor del ansågs sakna en känsla för partipolitik och kontakt med den vanliga människan. Under oppositionsåren utvecklade han dock en del kunskaper om inrikesfrågor och skapade idén om en "egendomsägande demokrati", som Margaret Thatchers regering försökte uppnå decennier senare. Hans inrikespolitiska agenda anses allmänt vara Center-vänster politik.
Under den palestinska krisen undvek Eden med nöd och näppe att bli mördad av Sternligan via en brevbomb som skickades av Betty Knouth och Yaakov Levstein. Eden bar brevbomben i sin portfölj en hel dag i tron att det var en Whitehall-pamflett som han skulle läsa senare på dagen. Han insåg att det var en bomb först efter att ha blivit varnad av polisen, som informerades av MI5. I september 1947 dömde en belgisk domstol Knouth till ett års fängelse och Levstein till åtta månaders fängelse för att olagligt ha transporterat sprängämnen i avsikt att begå ett grovt brott.

### Återkomst till regeringen (1951–1955)
1951 återvände de konservativa till makten och Eden blev utrikesminister för tredje gången. Churchill var till stor del en galjonsfigur i regeringen, och Eden hade effektiv kontroll över den brittiska utrikespolitiken för andra gången, i och med imperiets nedgång och det kalla krigets intensifiering. Churchill ville utnämna Eden till biträdande premiärminister och utrikesminister, men kungen motsatte sig detta och sa att ämbetet inte fanns i den brittiska konstitutionen och kunde störa hans förmåga att utse en efterträdare. Således utsågs inte Eden till biträdande premiärminister. Han betraktade sig dock fortfarande som Churchills "andreman" och hade betraktats som Churchills "kronprins" sedan 1942.

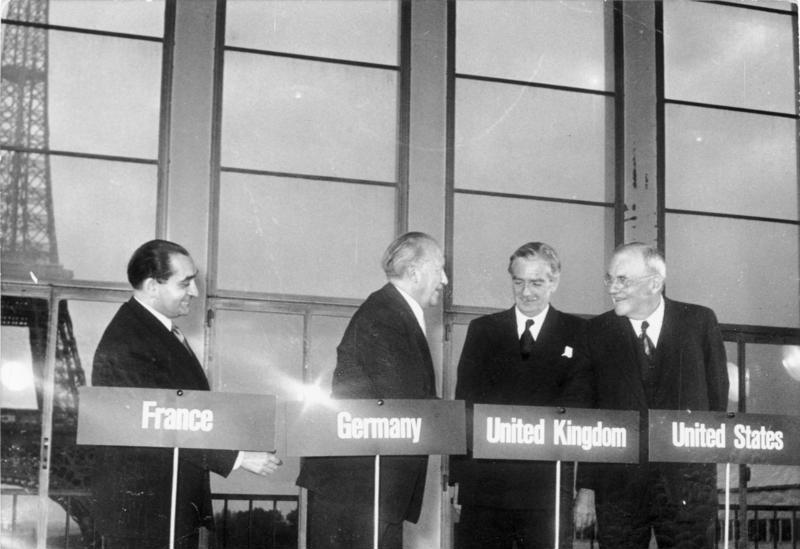
Förhandlingar i London och Paris 1954 avslutade den allierade ockupationen av Västtyskland och gjorde det möjligt för Västtyskland att rustas upp som medlem i Nato.

Edens levnadstecknare Richard Lamb sade att Eden mobbade Churchill till att ta tillbaka de löften om europeisk enighet som han hade gjort i opposition. Sanningen verkar vara mer komplex än så. Storbritannien var fortfarande en världsmakt eller försökte åtminstone bli det 1945-55, och suveränitetsbegreppet var inte lika misskrediterat som på kontinenten. Förenta staterna uppmuntrade tendenser till europeisk federalism så att man kunde dra tillbaka trupper och få tyskarna rustade upp under övervakning. Eden var mindre atlanticist än Churchill och hade inte mycket till övers för europeisk federalism. Han ville ha fasta allianser med Frankrike och andra västeuropeiska makter för att hålla tillbaka Tyskland. Hälften av den brittiska handeln skedde då med det brittiska pundet och bara en fjärdedel med Västeuropa. Trots senare tal om "förlorade möjligheter" erkände till och med Macmillan, som hade varit en aktiv medlem av den Europeiska rörelsen efter kriget, i februari 1952 att Storbritanniens speciella relation med USA och samväldet skulle hindra landet från att gå med i ett federalt Europa vid den tiden. Eden var också irriterad över Churchills längtan efter ett toppmöte med Sovjetunionen 1953 efter Stalins död. Eden blev allvarligt sjuk efter en serie misslyckade gallgångsoperationer i april 1953 som nästan dödade honom. Efter det hade han ofta anfall av dålig fysisk hälsa och psykisk depression. Trots slutet på det brittiska styret i Indien förblev det brittiska intresset för Mellanöstern starkt. Storbritannien hade fördragsförbindelser med Jordanien och Irak och var skyddsmakt för Kuwait och Fördragsstaterna, kolonialmakten i Aden och ockupationsmakten i Suezkanalen. Många konservativa högerparlamentsledamöter, organiserade i den så kallade Suezgruppen, försökte behålla den kejserliga rollen, men ekonomiska påtryckningar gjorde det allt svårare att upprätthålla den. Storbritannien strävade efter att behålla sin enorma militärbas i Suezkanalområdet och, inför egyptisk förbittring, vidareutveckla sin allians med Irak, och förhoppningen var att amerikanerna skulle hjälpa Storbritannien, möjligen med finansiering. Medan amerikanerna samarbetade med britterna i Statskuppen i Iran 1953 mot Mosaddegh-regeringen i Iran efter att den hade nationaliserat brittiska oljeintressen, utvecklade amerikanerna sina egna relationer i regionen och hade en positiv syn på de egyptiska fria officerarna och utvecklade vänskapliga relationer med Saudiarabien. Storbritannien tvingades så småningom att dra sig tillbaka från kanalzonen, och Bagdadpaktens säkerhetsfördrag stöddes inte av USA, vilket gjorde Eden sårbart för anklagelser om att ha misslyckats med att upprätthålla brittisk prestige.

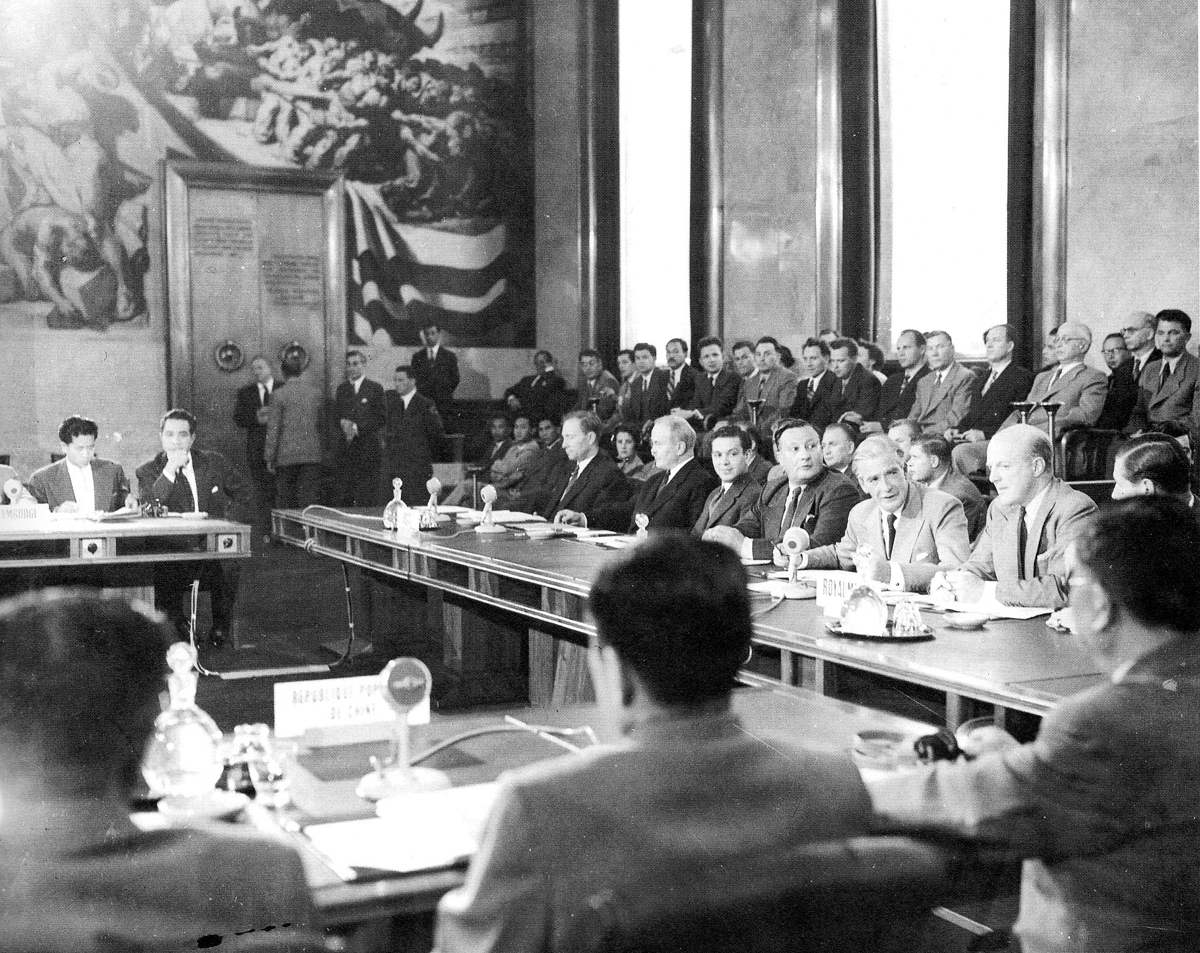
Genèvekonferensen den 21 juli 1954. Sista plenisessionen om Indokina i Palais des Nations.

Eden hade allvarliga betänkligheter mot den amerikanska utrikespolitiken under utrikesminister John Foster Dulles och president Dwight D. Eisenhower. Så tidigt som i mars 1953 var Eisenhower bekymrad över de eskalerande kostnaderna för försvaret och den ökning av statsmakten som det skulle medföra. Eden var irriterad på Dulles politik av "brinkmanship", uppvisning av muskler, i relationerna med den kommunistiska världen. I synnerhet hade de båda heta meningsutbyten med varandra om den föreslagna amerikanska flyganfallsoperationen (Vulture) för att försöka rädda den belägrade franska unionsgarnisonen vid slaget vid Dien Bien Phu i början av 1954. Operationen avbröts, delvis på grund av att Eden vägrade att förbinda sig till den av rädsla för kinesisk intervention och slutligen ett tredje världskrig. Dulles gick sedan ut tidigt under samtalen på Genèvekonferensen och var kritisk till det amerikanska beslutet att inte underteckna det. Icke desto mindre rankades konferensens framgång som den enastående prestationen under Edens tredje mandatperiod i utrikesdepartementet. Under sommaren och hösten 1954 förhandlades och ratificerades också det engelsk-egyptiska avtalet om att dra tillbaka alla brittiska styrkor från Egypten.
Det fanns farhågor om att USA skulle kunna dra sig tillbaka och endast försvara västra halvklotet om den Europeiska försvarsgemenskapen (EDC) inte ratificerades som man ville, men nya dokument bekräftar att USA hade för avsikt att dra tillbaka trupper från Europa i alla fall även om EDC ratificerades. Efter att den Frankrikes nationalförsamling förkastade EDC i augusti 1954 försökte Eden komma med ett genomförbart alternativ. Mellan den 11 och 17 september besökte han alla större västeuropeiska huvudstäder för att förhandla om att Västtyskland skulle bli en suverän stat och gå med i Västeuropeiska unionen innan det gick med i NATO. Paul-Henri Spaak sa att Eden "räddade den atlantiska alliansen".
I oktober 1954 utnämndes han till riddare av Strumpebandsorden och blev Sir Anthony Eden.

## Premiärminister (1955–1957)
I april 1955 gick Churchill i pension och Eden efterträdde honom som premiärminister. Han var en mycket populär person på grund av sin långa tjänstgöring i krigstid och sitt berömda utseende och charm. Hans berömda ord "Fred kommer först, alltid" bidrog till hans redan betydande popularitet.
När han tillträdde utlyste han omedelbart ett nyval den 26 maj 1955, där han ökade de konservativas majoritet från sjutton till sextio, en ökning av majoriteten som slog ett nittioårigt rekord för en brittisk regering. Parlamentsvalet 1955 var det sista där de konservativa fick en majoritet av rösterna i Skottland. Eden hade dock aldrig haft en inhemsk ministerpost och hade liten erfarenhet av ekonomiska frågor. Han lämnade dessa områden till sina underlydande som Rab Butler och koncentrerade sig till stor del på utrikespolitik och skapade en nära relation med USA:s president Dwight Eisenhower. Edens försök att behålla den övergripande kontrollen över utrikesdepartementet fick omfattande kritik.
Eden har utmärkelsen att vara den brittiske premiärminister som hade hand om de lägsta arbetslöshetssiffrorna efter andra världskriget, med en arbetslöshet på strax över 215 000 – knappt en procent av arbetskraften – i juli 1955.

### Suezkrisen (1956)

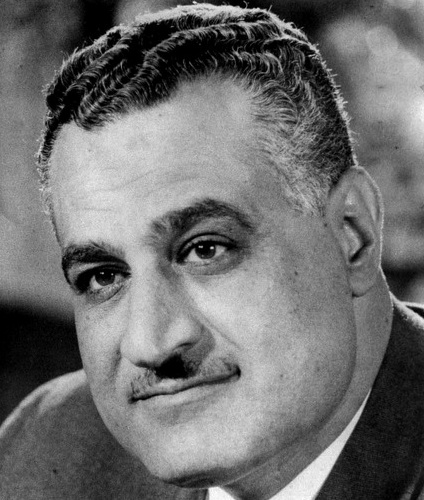
Egyptens ledare Gamal Abdel Nasser

Alliansen med USA visade sig dock inte vara för evigt när Egyptens president Gamal Abdel Nasser i juli 1956 nationaliserade Suezkanalen, efter att den angloamerikanska finansieringen av Assuandammen hade dragits tillbaka. Eden ansåg att nationaliseringen stred mot det anglo-egyptiska fördraget från 1954 som Nasser hade undertecknat med de brittiska och franska regeringarna den 19 oktober 1954. Denna uppfattning delades av Labourledaren Hugh Gaitskell och liberalernas ledare Jo Grimond. År 1956 var Suezkanalen av avgörande betydelse eftersom över två tredjedelar av Västeuropas oljetillgångar (60 miljoner ton årligen) passerade genom den på 15 000 fartyg per år, varav en tredjedel brittiska; tre fjärdedelar av all kanalsjöfart tillhörde Natoländer. Storbritanniens totala oljereserv vid tiden för nationaliseringen räckte bara till i sex veckor. Sovjetunionen var säkert att lägga in sitt veto mot alla sanktioner mot Nasser i FN. Storbritannien och en konferens för andra nationer möttes i London efter nationaliseringen i ett försök att lösa krisen med diplomatiska medel. De arton nationernas förslag, inklusive ett erbjudande om egyptisk representation i Suezkanalbolagets styrelse och en del av vinsten, avvisades dock av Nasser. Eden fruktade att Nasser hade för avsikt att bilda en arabisk allians som skulle hota att strypa oljetillförseln till Europa och i samarbete med Frankrike bestämde han sig för att han skulle avlägsnas från makten.
De flesta trodde att Nasser agerade utifrån legitima patriotiska intressen och nationaliseringen bedömdes av utrikesdepartementet som medvetet provokativ men inte olaglig. Attorney general, Sir Reginald Manningham-Buller, tillfrågades inte officiellt om sin åsikt men framförde sin mening att regeringens planerade väpnade angrepp mot Egypten skulle vara olagligt, känt genom lordkanslern.
Ministern Anthony Nutting mindes att Eden sa till honom: "Vad är allt detta nonsens om att isolera Nasser eller 'neutralisera' honom som du kallar det? Jag vill att han ska försvinna, förstår du inte? Jag vill att han mördas, och om du och utrikesdepartementet inte kommer överens är det bäst att du kommer till kabinettet och förklarar varför." När Nutting påpekade att de inte hade någon alternativ regering för att ersätta Nasser, ska Eden ha svarat: "Jag bryr mig inte ett dugg om det finns anarki och kaos i Egypten." Vid ett privat möte på Downing Street den 16 oktober 1956 visade Eden flera ministrar en plan som Frankrike hade lagt fram två dagar tidigare. Israel skulle invadera Egypten, Storbritannien och Frankrike skulle ge ett ultimatum som sa till båda sidor att sluta och, när en av dem vägrade, skicka in styrkor för att genomdriva ultimatumet, separera de två sidorna – och ockupera kanalen och göra sig av med Nasser. När Nutting föreslog att amerikanerna skulle rådfrågas svarade Eden: "Jag kommer inte att dra in amerikanerna i detta ... Dulles har gjort tillräckligt med skada som det är. Detta har ingenting med amerikanerna att göra. Vi och fransmännen måste bestämma oss för vad vi ska göra och vi är ensamma." Eden erkände öppet att hans syn på krisen hade formats av hans erfarenheter från de två världskrigen och skrev: "Vi är alla i någon mån präglade av vår generation, min är den av Skotten i Sarajevo och allt som följde av det. Det är omöjligt att läsa historien nu och inte känna att vi hade ett ansvar för att alltid ligga ett varv efter... Alltid ett varv bakom, ett ödesdigert varv."

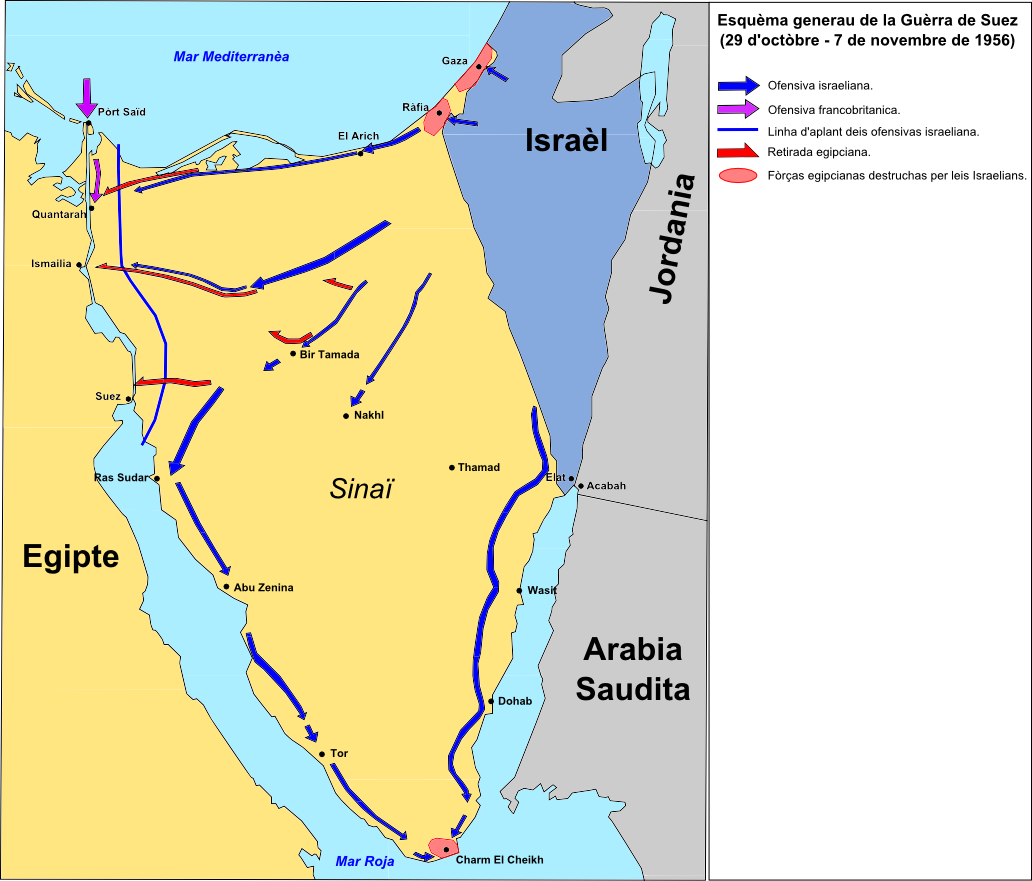
Militära truppförflyttningar: blå pilar för Israel, lila för Storbritannien och röda för Egypten.

Det var inte tal om vägen till ett omedelbart militärt svar på krisen – Cypern hade inga djuphavshamnar, vilket innebar att Malta, flera dagars segling från Egypten, skulle behöva vara den huvudsakliga koncentrationspunkten för en invasionsflotta om den libyska regeringen inte tillät en landinvasion från sitt territorium. Eden övervägde först att använda brittiska styrkor i kungariket Libyen för att återta kanalen, men bestämde sig sedan för att detta riskerade att hetsa upp den arabiska opinionen. Till skillnad från den franske premiärministern Guy Mollet, som såg återtagandet av kanalen som det primära målet, ansåg Eden att det verkliga behovet var att få bort Nasser från ämbetet. Han hoppades att om den egyptiska armén snabbt och förödmjukande besegrades av de engelsk-franska styrkorna, skulle det egyptiska folket resa sig mot Nasser. Eden berättade för fältmarskalk Bernard Montgomery att det övergripande syftet med uppdraget helt enkelt var "Att knuffa ner Nasser från sin plats". I frånvaron av ett folkligt uppror skulle Eden och Mollet säga att de egyptiska styrkorna var oförmögna att försvara sitt land och att de anglo-franska styrkorna därför skulle behöva återvända för att bevaka Suezkanalen.
Eden trodde att om det visade sig att Nasser kom undan med att lägga beslag på kanalen så skulle Egypten och andra arabländer kunna närma sig Sovjetunionen. Då stod Mellanöstern för 80–90 procent av Västeuropas oljeförsörjning. Andra länder i Mellanöstern kunde också uppmuntras att nationalisera sina oljeindustrier. Invasionen, hävdade han vid den tiden, och återigen i en intervju 1967, syftade till att upprätthålla de internationella avtalens okränkbarhet och förhindra framtida ensidig uppsägning av fördrag. Eden var energisk under krisen genom att använda media, inklusive BBC, för att uppvigla den allmänna opinionen för att stödja hans åsikter om behovet av att störta Nasser. I september 1956 utarbetades en plan för att minska vattenflödet i Nilen genom att använda dammar i ett försök att skada Nassers ställning. Planen övergavs dock eftersom det skulle ta månader att genomföra och på grund av rädsla för att det skulle kunna påverka andra länder som Uganda och Kenya.
Den 25 september 1956 hade finansminister Harold Macmillan ett informellt möte med president Eisenhower i Vita huset. Han misstolkade Eisenhowers beslutsamhet att undvika krig och sa till Eden att amerikanerna inte på något sätt skulle motsätta sig försöket att störta Nasser. Även om Eden hade känt Eisenhower i åratal och haft många direkta kontakter under krisen, misstolkade han också situationen. Amerikanerna såg sig själva som avkoloniseringens förkämpe och vägrade att stödja någon åtgärd som kunde ses som imperialism eller kolonialism. Eisenhower ansåg att krisen måste hanteras på fredlig väg. Han sade till Eden att den amerikanska allmänna opinionen inte skulle stödja en militär lösning. Eden och andra ledande brittiska tjänstemän trodde felaktigt att Nassers stöd till palestinsk milis mot Israel, liksom hans försök att destabilisera pro-västliga regimer i Irak och andra arabstater, skulle avskräcka USA från att ingripa i operationen. Eisenhower varnade särskilt för att amerikanerna, och världen, "skulle bli upprörda" om inte alla fredliga vägar hade uttömts, och även då "skulle det slutliga priset kunna bli alldeles för högt". Roten till problemet var det faktum att Eden ansåg att Storbritannien fortfarande var en självständig världsmakt. Hans brist på sympati för den brittiska integrationen i Europa, som kom till uttryck i hans skepsis mot den nybildade Europeiska ekonomiska gemenskapen (EEG), var en annan aspekt av hans tro på Storbritanniens oberoende roll i världspolitiken.
Israel invaderade Sinaihalvön i slutet av oktober 1956. Storbritannien och Frankrike gick in till synes för att separera de två sidorna och skapa fred, men i själva verket för att återta kontrollen över kanalen och störta Nasser. USA motsatte sig omedelbart och starkt invasionen. FN fördömde invasionen, Sovjet var krigiskt och endast Nya Zeeland, Australien, Västtyskland och Sydafrika stod upp för Storbritanniens ståndpunkt.
Suezkanalen var av mindre ekonomisk betydelse för USA, som bara fick 15 procent av sin olja via den vägen (jämfört med långt över hälften av den totala oljetillförseln till Storbritannien) vid den tiden. Eisenhower ville mäkla internationell fred i "bräckliga" regioner. Han såg inte Nasser som ett allvarligt hot mot väst, men han var orolig för att Sovjet, som var kända för att vilja ha en permanent varmvattenbas för sin Svartahavsflotta i Medelhavet, skulle ställa sig på Egyptens sida. Eisenhower fruktade en prosovjetisk motreaktion bland de arabiska nationerna om, vilket verkade troligt, Egypten led ett förödmjukande nederlag i händerna på britterna, fransmännen och israelerna.

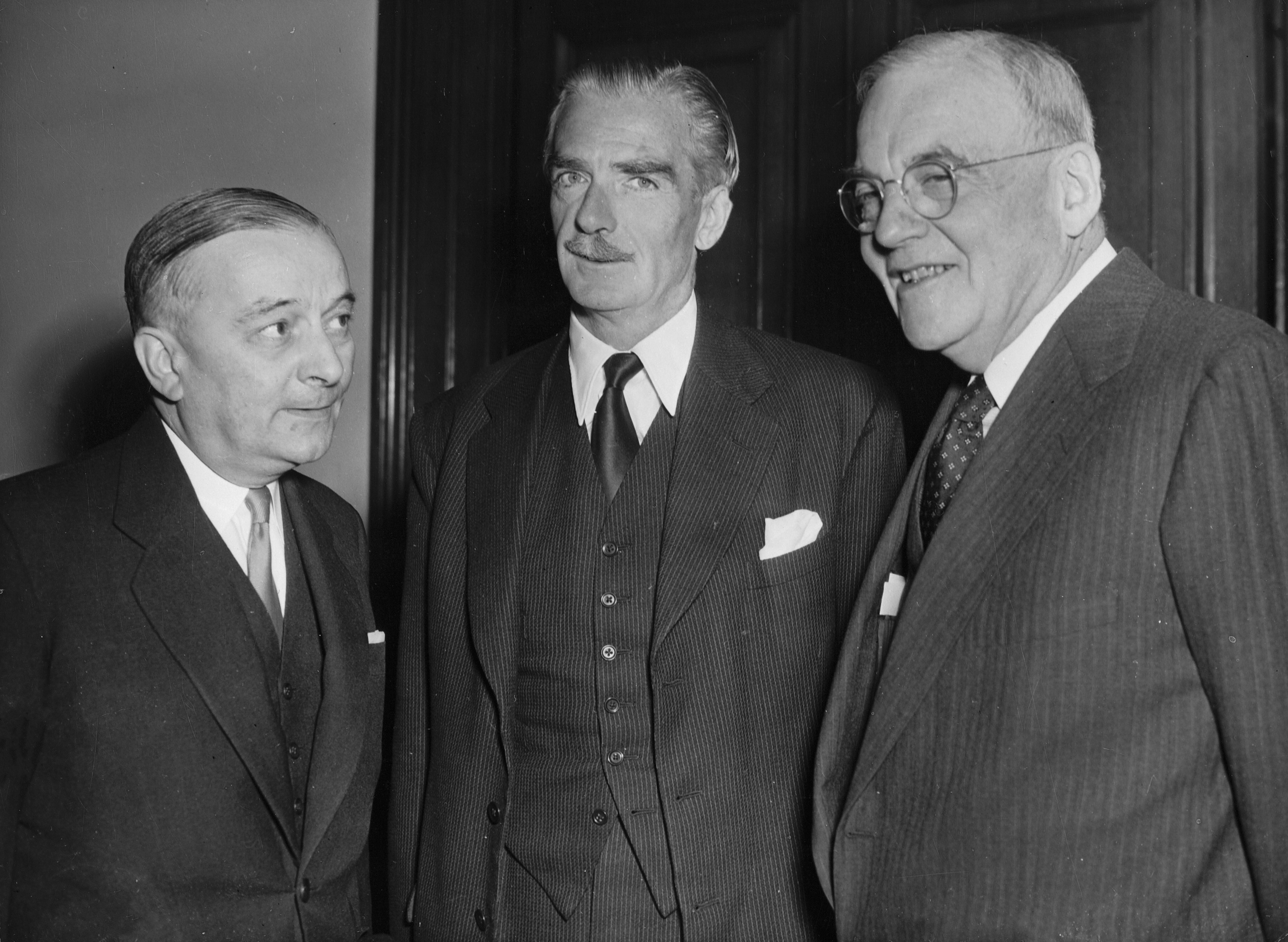
Tre utrikesministrar: från vänster Georges Bidault (Frankrike), Anthony Eden (Storbritannien) och John Foster Dulles (USA). Eden ogillade Dulles och ansåg att denne var ansvarig för den olyckliga utgången av Suezkrisen.

Eden, som utsattes för inhemska påtryckningar från sitt parti att vidta åtgärder och stoppa nedgången i det brittiska inflytandet i Mellanöstern, hade ignorerat Storbritanniens ekonomiska beroende av USA i kölvattnet av andra världskriget, och hade antagit att USA automatiskt skulle stödja alla åtgärder som vidtogs av dess närmaste allierade. Vid demonstrationen "Lag, inte krig" ('Law not War') på Trafalgar Square den 4 november 1956 blev Eden förlöjligad av Labourpartiets talesman i utrikesfrågor Aneurin Bevan:
"Sir Anthony Eden har låtsats att han nu invaderar Egypten för att stärka FN. Varje inbrottstjuv skulle naturligtvis kunna säga samma sak; Han kunde hävda att han gick in i huset för att utbilda polisen. Så om Sir Anthony Eden är uppriktig i det han säger, och det kan han vara, då är han för dum för att vara premiärminister."
Den allmänna opinionen var blandad. En del historiker tror att majoriteten av den allmänna opinionen i Storbritannien stod på Edens sida.
Eden tvingades böja sig för amerikanska diplomatiska och finansiella påtryckningar och protester på hemmaplan genom att utlysa eldupphör när anglo-franska styrkor bara hade erövrat 37 kilometer av kanalens 190 kilometer. När USA hotade att dra tillbaka sitt ekonomiska stöd till det brittiska pundet, kabinettet splittrades och finansministern Harold Macmillan hotade att avgå om inte en omedelbar vapenvila utlystes, var Eden under enorm press. Han övervägde att trotsa uppmaningarna tills befälhavaren på marken berättade för honom att det kunde ta upp till sex dagar för de engelsk-franska trupperna att säkra hela kanalzonen. Därför utlystes eldupphör kvart över midnatt den 7 november. I sin bok Spycatcher från 1987 sa Peter Wright att Eden återaktiverade mordalternativet för andra gången, efter det påtvingade slutet på den militära operationen. Vid den här tiden hade i stort sett alla MI6-agenter i Egypten gripits av Nasser, och en ny operation med avhoppade egyptiska officerare utarbetades. Det misslyckades främst på grund av att det vapenförråd som hade gömts i utkanten av Kairo visade sig vara bristfälligt.
Suez skadade allvarligt Edens rykte som statsman och ledde till att hans hälsa bröts. Han åkte på semester till Jamaica i november 1956, vid en tidpunkt då han fortfarande var fast besluten att fortsätta som premiärminister. Hans hälsa förbättrades dock inte och under hans frånvaro från London arbetade hans kansler Harold Macmillan och Rab Butler för att manövrera bort honom från ämbetet. Samma morgon som vapenvilan trädde i kraft gick Eisenhower med på att träffa Eden för att offentligt lösa deras meningsskiljaktigheter, men detta erbjudande drogs senare tillbaka efter att utrikesminister Dulles sagt att det kunde förvärra situationen i Mellanöstern ytterligare. Tidningen The Observer anklagade Eden för att ha ljugit för parlamentet om Suezkrisen, medan parlamentsledamöter från alla partier kritiserade att han utlyste ett eldupphör innan kanalen intogs. Churchill stödde offentligt Edens handlingar, men kritiserade privat sin efterträdare för att inte ha sett till att den militära operationen fullbordades. Eden överlevde med lätthet en förtroendeomröstning i underhuset den 8 november.

#### Avgång (1957)
Medan Eden var på semester i Goldeneye Estate i Oracabessa på Jamaica, diskuterade andra medlemmar av regeringen den 20 november 1956 hur man skulle bemöta anklagelserna om att Storbritannien och Frankrike hade samarbetat med Israel för att lägga beslag på kanalen, men kom fram till att det fanns mycket få bevis för allmänheten.
När Eden återvände från Jamaica den 14 december hoppades han fortfarande på att få fortsätta som premiärminister. Han hade förlorat sin traditionella bas av stöd inom Tory-vänstern och bland den moderata opinionen nationellt, men verkar ha hoppats på att återuppbygga en ny bas av stöd inom Tory-högern. Hans politiska ställning hade dock urholkats under hans frånvaro. Han ville göra ett uttalande där han angrep Nasser som en marionett för Sovjet, angrep FN och talade om "lärdomarna från 1930-talet", men hindrades från att göra det av Macmillan, Butler och Lord Salisbury.
Vid sin återkomst till underhuset (den 17 december) gled han in i kammaren i stort sett utan att bli hälsad av sitt eget parti. En konservativ parlamentsledamot reste sig för att vifta med sina papper, bara för att generat behöva sätta sig ner medan Labours parlamentsledamöter skrattade. Den 18 december talade han inför 1922 års kommitté (konservativa backbenchers) och förklarade att "så länge jag lever kommer jag aldrig att be om ursäkt för vad vi gjorde", men han kunde inte svara på en fråga om giltigheten av Trepartsdeklarationen från 1950 (som han faktiskt hade bekräftat i april 1955, två dagar innan han blev premiärminister).  I sitt sista tal till underhuset som premiärminister (20 december 1956) gjorde han bra ifrån sig i en svår debatt, men sa till parlamentsledamöterna att "det inte fanns någon förkunskap om att Israel skulle attackera Egypten". Victor Rothwell skriver att vetskapen om att han vilselett underhuset på detta sätt måste ha hängt över honom efteråt, liksom oron för att den amerikanska administrationen skulle kunna kräva att Storbritannien skulle betala skadestånd till Egypten. Dokument som släpptes i januari 1987 visade att hela kabinettet hade informerats om planen den 23 oktober 1956.
Eden drabbades av ytterligare feber på Chequers över julen, men talade fortfarande om att åka på en officiell resa till Sovjetunionen i april 1957, för att vilja ha en fullständig utredning av Crabb-affären och för att tjata på Lord Hailsham (förste amiralitetslord) om de 6 miljoner pund som spenderats på oljelagring på Malta.
Eden avgick den 9 januari 1957, efter att hans läkare varnat honom för att hans liv stod på spel om han fortsatte som premiärminister. Historikern John Charmley skriver: "Ohälsa ... tillhandahöll ett värdigt skäl för en åtgärd (dvs. avgång) som under alla omständigheter skulle ha varit nödvändig." Rothwell skriver att "mystiken kvarstår" om exakt hur Eden övertalades att avgå, även om de begränsade bevisen tyder på att Butler, som förväntades efterträda honom som premiärminister, var i centrum för intrigerna. Rothwell skriver att Edens feber var "otäck men kortvarig och inte livshotande" och att det kan ha förekommit "manipulation av medicinska bevis" för att få Edens hälsa att verka "ännu sämre" än den var. Macmillan skrev i sin dagbok att "naturen hade gett oss ett verkligt hälsoskäl" när en "diplomatisk sjukdom" annars kanske skulle ha behövt uppfinnas. David Carlton (1981) föreslog till och med att Buckingham Palace kan ha varit inblandat, ett förslag som Rothwell diskuterade. Så tidigt som våren 1954 hade Eden varit likgiltig för att odla goda relationer med den nya drottningen. Eden är känd för att ha förespråkat en monarki i japansk eller skandinavisk stil (det vill säga utan inblandning i politik) och i januari 1956 hade han insisterat på att Nikita Chrusjtjov och Nikolaj Bulganin bara skulle tillbringa minsta möjliga tid i samtal med drottningen. Det finns också bevis för att palatset var bekymrat över att inte hållas fullt informerat under Suezkrisen. På 1960-talet sågs Clarissa Eden tala om drottningen "på ett extremt fientligt och förminskande sätt", och i en intervju 1976 kommenterade Eden att han "inte skulle påstå att hon var pro-Suez".
Även om media förväntade sig att Butler skulle bli Edens efterträdare, visade en undersökning av kabinettet som togs för drottningens räkning att Macmillan var det nästan enhälliga valet, och han blev premiärminister den 10 januari 1957. Kort därefter lämnade Eden och hans hustru England för en semester på Nya Zeeland.

### Anglo-franska förkastade planer på en union
Brittiska regeringsdokument från september 1956, under Edens tid som premiärminister, har visat att den franske premiärministern Guy Mollet närmade sig den brittiska regeringen och föreslog idén om en ekonomisk och politisk union mellan Frankrike och Storbritannien. Detta var ett liknande erbjudande, i omvänd ordning, som Churchill gjorde i juni 1940 (med utgångspunkt i en plan som utarbetats av Leo Amery).) i juni 1940.
Erbjudandet från Guy Mollet refererades till av Sir John Colville, Churchills tidigare privatsekreterare, i hans samlade dagböcker, The Fringes of Power (1985), efter att ha fått informationen 1957 från Air Chief Marshal Sir William Dickson under en flygresa (och, enligt Colville, efter flera whisky och läsk). Mollets begäran om union med Storbritannien avslogs av Eden, men den ytterligare möjligheten att Frankrike skulle gå med i Samväldet övervägdes, även om den också avslogs. Colville noterade, med avseende på Suez, att Eden och hans utrikesminister Selwyn Lloyd "kände sig ännu mer beroende av fransmännen på grund av detta erbjudande".

## Pensionering
Eden avgick också från underhuset samtidigt som han avgick som premiärminister. Han höll kontakt med Lord Salisbury och höll med honom om att Macmillan hade varit det bättre valet som premiärminister, men sympatiserade med hans avgång på grund av Macmillans Cypernpolitik. Trots en rad brev där Macmillan nästan bad honom om ett personligt stöd inför valet 1959, utfärdade Eden bara en förklaring till stöd för den konservativa regeringen. Eden behöll mycket av sin personliga popularitet i Storbritannien och övervägde att återvända till parlamentet. Flera konservativa parlamentsledamöter uppges ha varit villiga att ge upp sina platser för honom, även om partihierarkin var mindre angelägen. Han gav slutligen upp sådana förhoppningar i slutet av 1960-talet efter en utmattande talarturné i Yorkshire. Macmillan erbjöd sig till en början att rekommendera honom för en viscount-titel, vilket Eden antog var en kalkylerad förolämpning, och han tilldelades earldömet (vilket då var den traditionella rangen för en före detta premiärminister) efter att ha påmint Macmillan om att han redan hade erbjudits en av drottningen. Han tog säte i överhuset som Earl av Avon 1961.

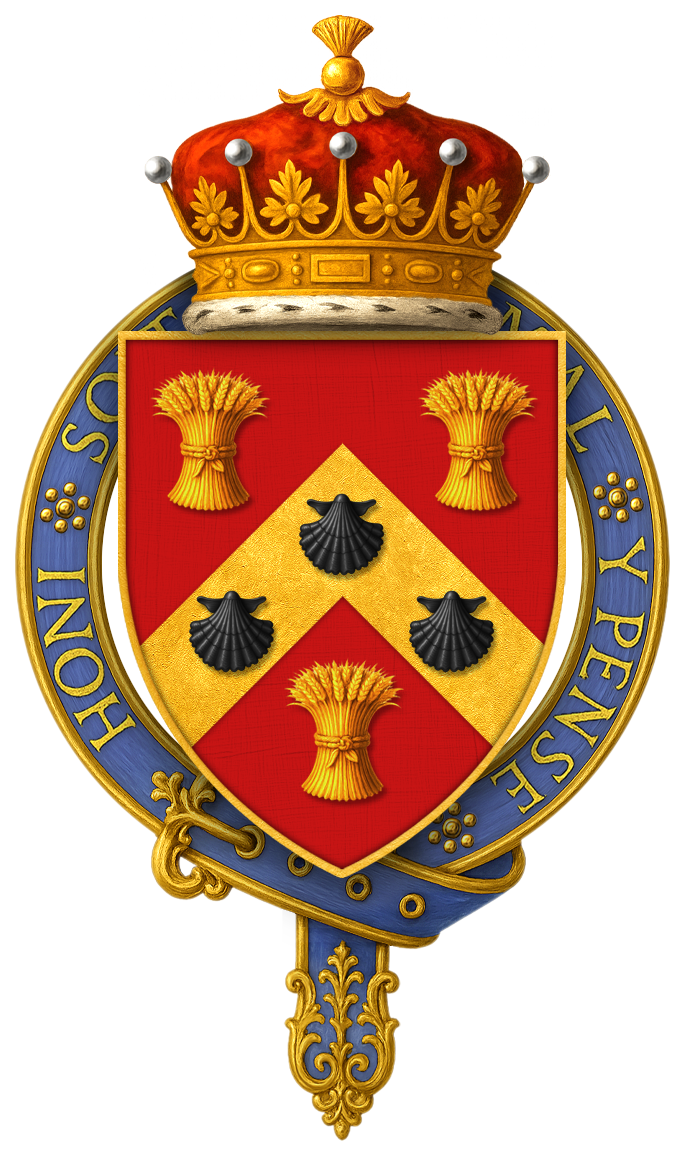
Heraldiskt vapen för Anthony Eden, 1:e earl av Avon, KG, MC, PC

Som pensionär bodde Lord Avon, som han blev, i "Rose Bower" vid floden Ebbles strand i Broad Chalke, Wiltshire. Från och med 1961 födde han upp en besättning på 60 Herefordkor (varav en kallades "Churchill") tills en ytterligare försämring av hans hälsa tvingade honom att sälja dem 1975. 1968 köpte han Alvediston Manor, där han bodde fram till sin död 1977.
I juli 1962 hamnade Lord Avon på förstasidan av nyhetssidorna genom att kommentera att "Mr Selwyn Lloyd har blivit fruktansvärt behandlad" när den senare avsattes som lordkansler i Macmillans regeringsombildning som är känd som "De långa knivarnas natt". I augusti 1962, på en middagsbjudning, hade han en "ordmatch" med Nigel Birch, som i egenskap av flygminister inte helhjärtat hade stött Suezinvasionen. År 1963 föredrog Lord Avon till en början Hailsham som ledare för de konservativa, men stödde sedan Alec Douglas-Home som en kompromisskandidat.
Från 1945 till 1973 var Lord Avon universitetskansler för universitetet i Birmingham. I en TV-intervju 1966 uppmanade han USA att upphöra med sina bombningar av Nordvietnam för att koncentrera sig på att utveckla en fredsplan "som möjligen kan vara acceptabel för Hanoi". Bombningarna av Nordvietnam, menade han, skulle aldrig lösa konflikten i Sydvietnam. "Tvärtom", förklarade han, "skapar bombningar ett slags David och Goliat-komplex i varje land som måste lida – som vi var tvungna att göra, och som jag misstänker att tyskarna var tvungna att göra, i det senaste kriget." Lord Avon satt för omfattande intervjuer för den berömda flerdelade Thames Television-produktionen, En värld i krig, som sändes första gången 1973. Han medverkade också ofta i Marcel Ophüls dokumentär Ockuperat land från 1969, där han diskuterade Tysklands ockupation av Frankrike i ett bredare geopolitiskt sammanhang. Han talade oklanderlig franska, om än med brytning.
Avons sporadiska artiklar och hans TV-framträdanden i början av 1970-talet var ett undantag från en nästan total pensionering. Han framträdde sällan i offentligheten, till skillnad från andra tidigare premiärministrar, t.ex. James Callaghan som ofta kommenterade aktuella frågor. Han utelämnades till och med av misstag från en lista över konservativa premiärministrar av Margaret Thatcher när hon blev konservativ ledare 1975, även om hon senare gjorde allt för att etablera relationer med Lord Avon och senare hans änka. Som pensionär var han mycket kritisk mot regimer som Sukarnos Indonesien, som konfiskerade tillgångar som tillhörde deras tidigare kolonialhärskare, och tycks i viss mån ha återgått till de högeråsikter som han hade anslutit sig till på 1920-talet.

### Memoarer
När han gick i pension korresponderade Lord Avon med Selwyn Lloyd och samordnade offentliggörandet av information och med vilka författare de skulle gå med på att tala med och när. Rykten om att Storbritannien hade varit i maskopi med Frankrike och Israel dök upp, om än i förvrängd form, så tidigt som 1957. På 1970-talet hade de kommit överens om att Lloyd bara skulle berätta sin version av historien efter Avons död (i händelse av att Lloyd skulle överleva Lord Avon med ett år, kämpande med dödlig sjukdom för att slutföra sina egna memoarer). När han drog sig tillbaka var Lord Avon särskilt bitter över att Eisenhower först hade antytt att brittiska och franska trupper skulle tillåtas stanna kvar runt Port Said, bara för att USA:s ambassadör Henry Cabot Lodge Jr. skulle trycka på för ett omedelbart tillbakadragande i FN, vilket gjorde operationen till ett fullständigt misslyckande. Avon ansåg att Eisenhower-administrationens oväntade motstånd var hyckleri i ljuset av statskuppen i Iran 1953 och statskuppen i Guatemala 1954. Earlen av Avon publicerade tre volymer av politiska memoarer, i vilka han förnekade att det hade funnits något samförstånd med Frankrike och Israel. Liksom Churchill förlitade sig Lord Avon i hög grad på unga forskares spökskrivande, vars utkast han ibland ilsket slängde i rabatterna utanför sitt arbetsrum. En av dem var den unge David Dilks.
Han ansåg att den amerikanske utrikesministern John Foster Dulles, som han särskilt ogillade, var ansvarig för det olyckliga ödet i Suezäventyret. På en presskonferens i oktober, knappt tre veckor innan striderna började, hade Dulles kopplat ihop frågan om Suezkanalen med kolonialism, och hans uttalande gjorde Eden och stora delar av Storbritannien rasande. "Tvisten om Nassers erövring av kanalen", skrev Eden, "hade naturligtvis ingenting att göra med kolonialism, utan handlade om internationella rättigheter." Han tillade att "om USA var tvunget att försvara sina fördragsenliga rättigheter i Panamakanalen, skulle de inte betrakta sådana åtgärder som kolonialism". Hans brist på uppriktighet försvagade hans ställning ytterligare, och en viktig angelägenhet under hans senare år var att försöka återuppbygga sitt rykte som allvarligt skadats av Suez, och ibland vidtog han rättsliga åtgärder för att skydda sin ståndpunkt.
Lord Avon anklagade USA för att ha tvingat honom att dra sig tillbaka, men han tog åt sig äran för FN:s agerande när det gällde att patrullera de israelisk-egyptiska gränserna. Eden sade om invasionen: "Fred till varje pris har aldrig avvärjt krig. Vi får inte upprepa misstagen från förkrigsåren genom att bete oss som om fiender till fred och ordning endast är beväpnade med goda avsikter." Lord Avon mindes händelsen i en intervju 1967 och förklarade: "Jag är fortfarande inte ångerfull när det gäller Suez. Folk tänker aldrig på vad som skulle ha hänt om vi inte hade gjort någonting. Det finns en parallell till 1930-talet. Om man ostraffat tillåter människor att bryta överenskommelser växer aptiten att livnära sig på sådana saker. Jag förstår inte vad vi annars skulle ha gjort. Man kan inte ducka. Det är svårt att agera i stället för att ducka." I en intervju från 1967 (som han antydde inte skulle användas förrän efter hans död) erkände Avon att han hade hemliga kontakter med fransmännen och att han hade "antydningar" om den israeliska attacken. Han insisterade dock på att "det gemensamma företaget och förberedelserna för det var berättigade i ljuset av de fel som det [den engelsk-franska invasionen] var avsedd att förhindra". "Jag har inga ursäkter att framföra", försäkrade Eden.
Vid tiden för sin pensionering hade Eden haft ont om pengar, även om han fick ett förskott på 100 000 pund för sina memoarer av The Times, och all vinst över detta belopp skulle delas mellan honom själv och tidningen. År 1970 hade de gett honom 185 000 pund (cirka 3 000 000 pund i 2014 års priser), vilket gjorde honom till en förmögen man för första gången i sitt liv. Mot slutet av sitt liv publicerade han en personlig memoar om sitt tidiga liv, Another World (1976).

## Privatliv

### Äktenskap

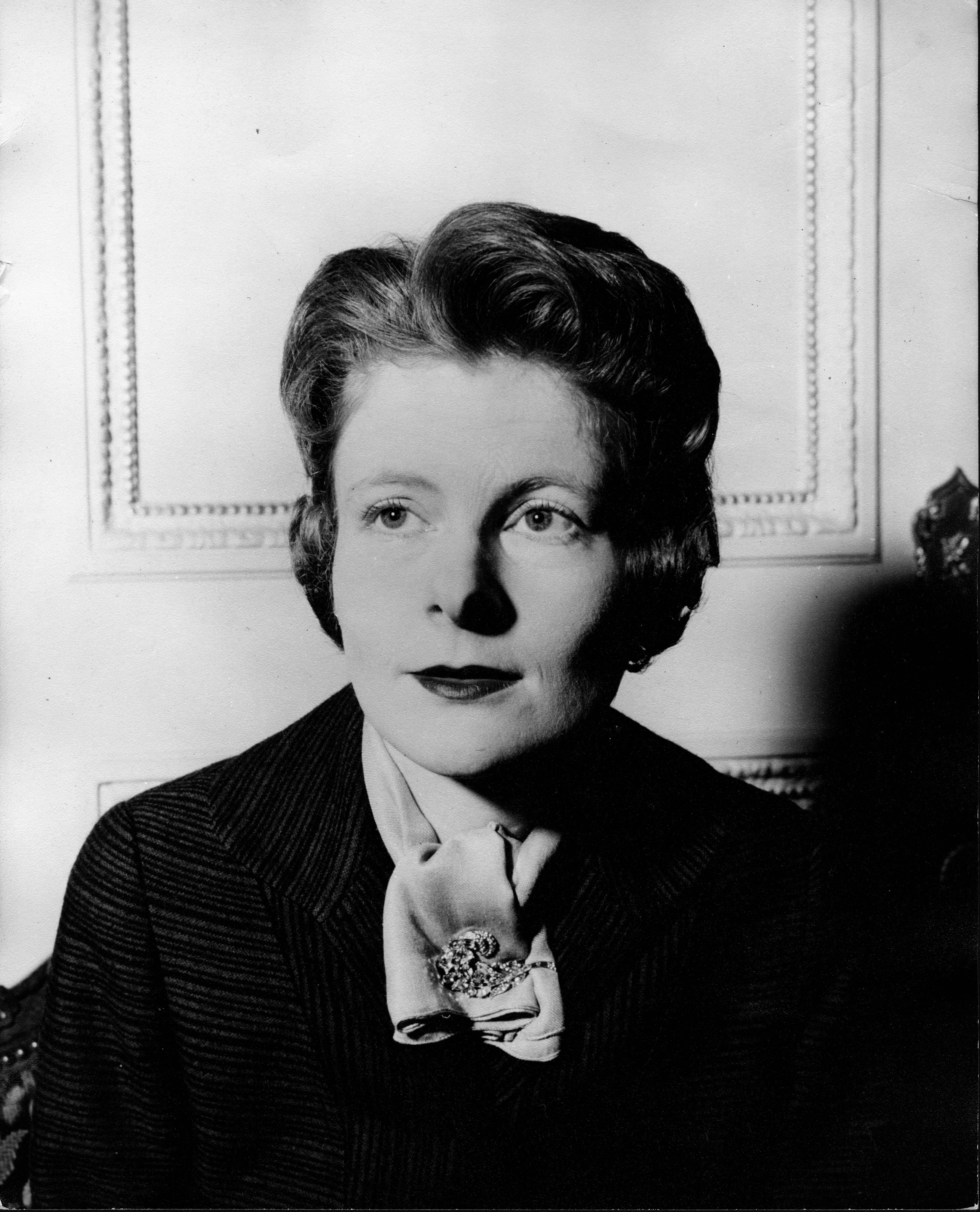
Edens andra hustru Clarissa.

Den 5 november 1923, strax innan han valdes in i parlamentet, gifte han sig med Beatrice Beckett, som då var arton år. De fick tre söner: Simon Gascoigne (1924–1945), Robert, som dog femton minuter efter att ha fötts i oktober 1928, och Nicholas (1930–1985).
Äktenskapet var inte lyckat och båda parter tycks ha haft affärer med andra. I mitten av 1930-talet nämns Beatrice sällan i hans dagböcker. Äktenskapet sprack till slut efter förlusten av deras son Simon, som dödades i strid med RAF i Burma 1945. Hans plan rapporterades "försvunnet i strid" den 23 juni och hittades den 16 juli. Eden ville inte att nyheten skulle bli offentlig förrän efter valresultatet den 26 juli, för att undvika påståenden om att "dra politisk nytta" av det.
Mellan 1946 och 1950, medan han var separerad från sin fru, hade Eden en öppen affär med Dorothy, grevinnan Beatty, hustru till David, earl Beatty. År 1950 skilde sig Eden och Beatrice, och 1952 gifte han sig med Churchills brorsdotter Clarissa Spencer-Churchill, en romersk katolik som kritiserades hårt av den katolska författaren Evelyn Waugh för att ha gift sig med en frånskild man.
Eden var barnbarnsbarn till författaren Emily Eden och skrev 1947 en introduktion till hennes roman The Semi-Attached Couple (1860).

### Hälsoproblem
Eden hade ett magsår, som förvärrades av överansträngning, så tidigt som på 1920-talet. Han led också av gallsten, vilket krävde operation för att ta bort gallblåsan (kolecystektomi). Den läkare som konsulterades vid den tiden var den kungliga livläkaren Sir Horace Evans. Tre kirurger rekommenderades och Eden valde den som tidigare hade utfört hans blindtarmsoperation, John Basil Hume, kirurg på St Bartholomew's Hospital. Under den öppna kolecystektomin den 12 april 1953 i London tror man att den gemensamma gallgången skadades, vilket gjorde Eden mottaglig för återkommande infektioner, gallvägsobstruktion och leversvikt.
Eden led av kolangit, en bukinfektion som blev så plågsam att han lades in på sjukhus 1956 med en feber som nådde 41 °C. Han opererades på nytt i London i ett försök att korrigera skadan med hjälp av ett kirurgiskt dränage. Han led ytterligare av symtom på gallvägsobstruktion och behövde ytterligare revisionskirurgi vid ytterligare tre tillfällen i Boston, Massachusetts, för att behandla återkommande förträngning av den högra leverkanalen.
Han ordinerades också Benzedrine, 1950-talets mirakelmedicin. Den betraktades då som ett ofarligt stimulerande medel tillhörande familjen av droger som kallas amfetamin, som på den tiden skrevs de och användes på ett mycket lättvindigt sätt. Bland biverkningarna av Benzedrine är sömnlöshet, rastlöshet och humörsvängningar, som Eden alla drabbades av under Suezkrisen; Tidigare under sin tid som premiärminister klagade han över att han hölls vaken om nätterna av ljudet från skotrar, att han inte kunde sova mer än 5 timmar per natt eller att han ibland vaknade klockan 3 på morgonen. Det är nu allmänt accepterat att Edens drogregim var en del av orsaken till hans dåliga omdöme när han var premiärminister. Thorpe-biografin förnekade dock Edens missbruk av Benzedrine och hävdade att anklagelserna var "osanna, vilket framgår av Edens medicinska journaler vid Birminghams universitet, som ännu inte var tillgängliga för forskning".
I den avskedsansökan som Eden skrev för att överlämna till kabinettet den 9 januari 1957 erkände han att han var beroende av stimulantia, samtidigt som han förnekade att de hade påverkat hans omdöme under Suezkrisen hösten 1956. "Jag har varit tvungen att öka medicinerna [som tas efter de "dåliga bukoperationerna"] avsevärt och även öka de stimulantia som är nödvändiga för att motverka drogerna. Detta har äntligen haft en negativ effekt på min prekära insida", skrev han. Men i sin bok The Suez Affair (1966) hävdade historikern Hugh Thomas, som citeras av David Owen, att Eden hade avslöjat för en kollega att han "praktiskt taget levde på Benzedrine" vid den tiden.
Sammantaget vid olika tidpunkter, men mestadels samtidigt, tog han en kombination av lugnande medel, smärtstillande opioider och motsvarande stimulantia för att motverka deras depressiva effekter; dessa inkluderade Promazin (ett starkt lugnande antipsykotiskt medel som användes för att framkalla sömn och motverka de stimulantia han tog), Dexamfetamin, Amobarbital (ett lugnande medel för barbiturat), Sekobarbital (ett lugnande medel för barbitur), vitamin B12 och petidin (en unik, smärtstillande opioid som vid den tiden troddes ha egenskapen att slappna av gallgångarna, vilket numera visats vara felaktigt.).

### Slutlig sjukdom och död

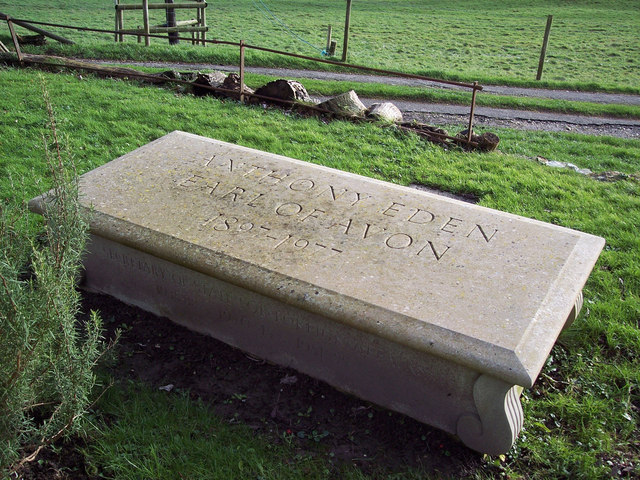
Lord Avons gravsten i St Mary's church, Alvediston, Wiltshire

I december 1976 mådde Lord Avon tillräckligt bra för att resa med sin fru till USA för att tillbringa jul och nyår med Averell och Pamela Harriman. Men efter att ha nått USA försämrades hans hälsa snabbt. Premiärminister James Callaghan ordnade så att ett RAF-plan som redan befann sig i Amerika omdirigerades till Miami för att flyga hem Lord Avon.
Lord Avon dog av metastaserad prostatacancer i skelett och mediastinum knutor i sitt hem Alvediston Manor i Wiltshire den 14 januari 1977, 79 år gammal. Hans testamente bekräftades på Saint Patrick’s Day den 17 mars och hans kvarlåtenskap uppgick till 92 900 pund (motsvarande 729 038 pund 2023).
Han begravdes på St Mary's kyrkogård i Alvediston, Wiltshire, bara 4,8 km uppströms från Rose Bower, vid floden Ebbles källa. Lord Avons papper finns i University of Birmingham Special Collections.
Vid sin död var Avon den siste överlevande medlemmen av Churchills krigskabinett. Avons överlevande son Nicholas Eden, 2:e earl of Avon (1930–1985), känd som Viscount Eden från 1961 till 1977, var också politiker och minister i Margaret Thatchers regering fram till sin död i aids vid 54 års ålder.

## Arv

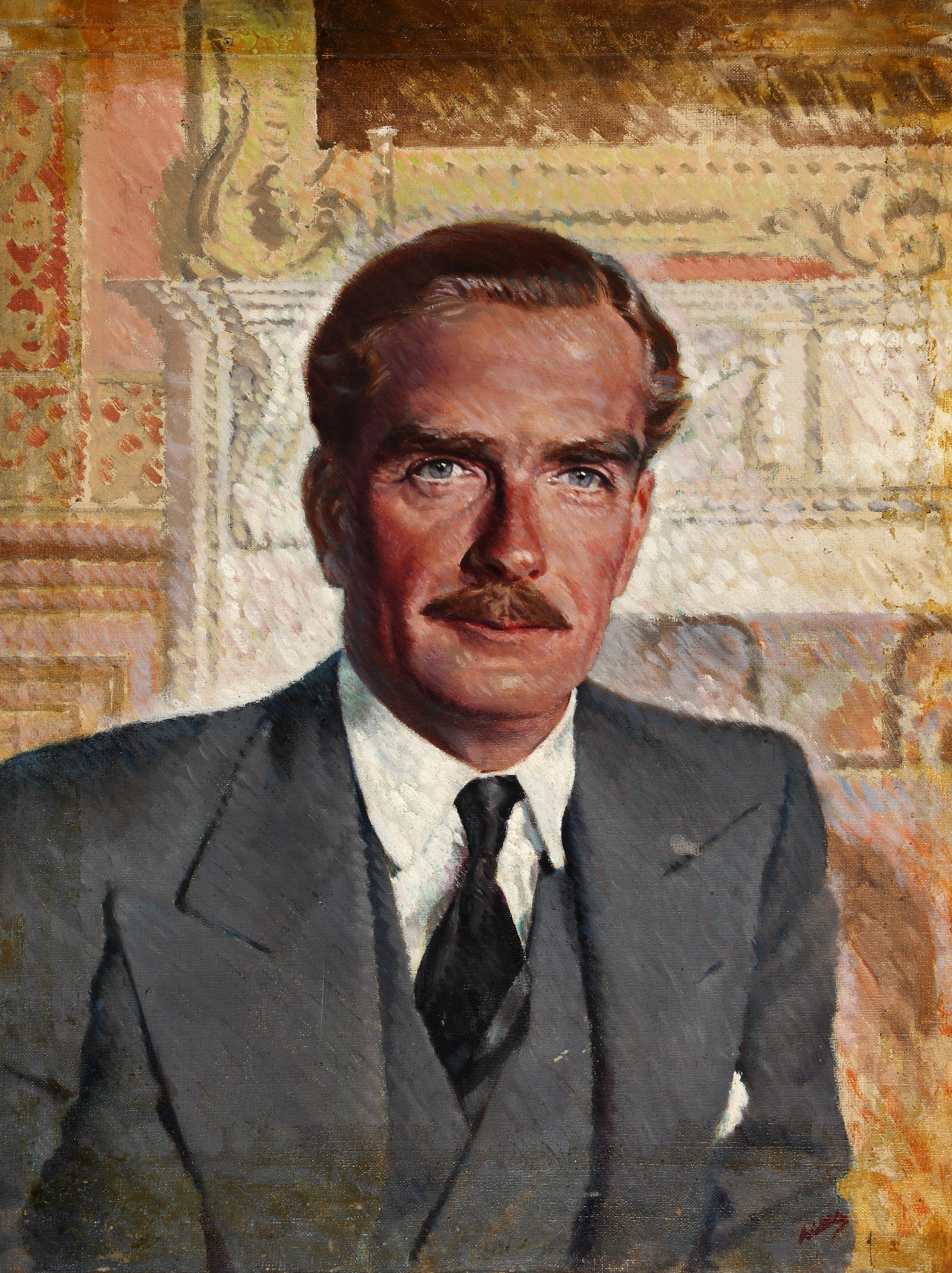
Porträtt av William Little, ca 1945

Eden var väluppfostrad, välvårdad och såg bra ut. Denna bild gav honom ett enormt folkligt stöd under hela hans politiska liv, men vissa samtida ansåg att han bara var en ytlig person utan djupare övertygelser. Den uppfattningen förstärktes av hans mycket pragmatiska inställning till politik. Oswald Mosley sa till exempel att han aldrig förstod varför Eden pressades så starkt av Torypartiet, eftersom han ansåg att Edens förmågor var mycket sämre än Harold Macmillans och Oliver Stanleys. År 1947 kallade Dick Crossman Eden för "den där säregna brittiska typen, idealisten utan övertygelse". USA:s utrikesminister Dean Acheson betraktade Eden som en ganska gammaldags amatör i politiken, typisk för det brittiska etablissemanget. Däremot kommenterade Sovjetunionens ledare Nikita Chrusjtjov att Eden fram till hans Suez-äventyr hade varit "i högsta världsklass".
Eden var starkt influerad av Stanley Baldwin när han först kom in i parlamentet. Efter en tidigare stridslysten inledning odlade han en lågmäld talarstil som i hög grad förlitade sig på rationella argument och konsensusbyggande, snarare än retorik och poängplockande, vilket ofta var mycket effektivt i underhuset. Han var dock inte alltid en effektiv talare och hans framträdanden i parlamentet gjorde ibland många av hans anhängare besvikna, till exempel efter hans avgång från Neville Chamberlains regering. Winston Churchill kommenterade till och med en gång ett av Edens tal att den senare hade använt alla klichéer utom "Gud är kärlek". Det var medvetet. Eden strök ofta ut originella fraser från talutkast och ersatte dem med klichéer.
Edens oförmåga att uttrycka sig tydligt tillskrivs ofta blyghet och brist på självförtroende. Eden var känd för att ha varit mycket mer direkt i möten med sina sekreterare och rådgivare än i kabinettsmöten och offentliga tal och tenderade ibland att bli rasande och bete sig "som ett barn", bara för att återfå sitt humör inom några minuter. Många som arbetade för honom anmärkte att han var "två män": den ene charmig, lärd och hårt arbetande, och den andre småaktig och benägen att få vredesutbrott, under vilka han förolämpade sina underordnade. Som premiärminister var Eden ökänd för att ringa ministrar och tidningsredaktörer från klockan 6 på morgonen och framåt. Rothwell skrev att telefonen redan före Suez hade blivit "en drog": "Under Suezkrisen överskred Edens telefonmani alla gränser".
Eden var ökänd för att vara "omöjlig att klubba ner" och förolämpade Churchill genom att vägra gå med i The Other Club. Han avböjde också hedersmedlemskap i herrklubben Athenaeum. Han upprätthöll dock vänskapliga relationer med parlamentsledamöter från oppositionen. George Thomas fick till exempel ett vänligt brev på två sidor från Eden när han fick veta att hans styvfar hade dött. Eden var förvaltare av National Gallery (efter MacDonald) mellan 1935 och 1949. Han hade också en djup kunskap om persisk poesi och om Shakespeare och kunde knyta an till vem som helst som kunde uppvisa liknande kunskaper.
Rothwell skrev att även om Eden var kapabel att agera med hänsynslöshet, till exempel när det gällde repatrieringen av kosackerna 1945, var hans främsta bekymmer att undvika att bli sedd som "en eftergiftspolitiker", som över den sovjetiska oviljan att acceptera ett demokratiskt Polen i oktober 1944. Liksom många andra övertygade Eden sig själv om att hans tidigare handlingar var mer konsekventa än de i själva verket hade varit.
A.J.P. Taylor skrev på 1970-talet: "Eden ... förstörde (hans rykte som en fredsmäklare) och ledde Storbritannien till en av de största förödmjukelserna i sin historia ... (Han) tycktes anta en ny personlighet. Han handlade otåligt och impulsivt. Från att tidigare ha varit flexibel förlitade han sig nu på dogmer och fördömde Nasser som en andra Hitler. Även om han hävdade att han upprätthöll internationell rätt, bortsåg han i själva verket från FN-organisationen som han hade hjälpt till att skapa. Resultatet var patetiskt snarare än tragiskt".
Levnadstecknaren D. R. Thorpe säger att Edens fyra mål var att säkra Suezkanalen; för att se till att den förblev öppen och att oljetransporterna skulle fortsätta; att avsätta Nasser; och för att hindra Sovjetunionen från att få inflytande. Den omedelbara konsekvensen av krisen var att Suezkanalen blockerades, oljeleveranserna avbröts, Nassers ställning som ledare för den arabiska nationalismen stärktes och vägen lämnades öppen för ryskt intrång i Mellanöstern.
Labourpolitikern Michael Foot drev på för en särskild utredning i linje med den parlamentariska utredningen av Slaget vid Gallipoli under första världskriget, även om Harold Wilson (Labours premiärminister 1964-70 och 1974-76) betraktade frågan som en Pandoras ask som det var bäst att lämna oöppnad. Detta prat upphörde efter att de arabiska arméerna besegrats av Israel i Sexdagarskriget 1967, varefter Eden fick en hel del brev som talade om för honom att han hade haft rätt, och hans rykte, inte minst i Israel och USA, sköt i höjden. År 1986 omvärderade Edens officiella levnadstecknare Robert Rhodes James sympatiskt Edens hållning i fråga om Suez och 1990, efter den Iraks invasionen av Kuwait, frågade James: "Vem kan nu hävda att Eden hade fel?" Sådana argument handlar mest om huruvida Suezoperationen politiskt sett var fundamentalt felaktig eller om, som sådana "revisionister" trodde, bristen på amerikanskt stöd gav intryck av att västvärlden var splittrad och svag. Anthony Nutting, som avgick som minister på grund av Suez, uttryckte den förra åsikten 1967, året för det arabisk-israeliska Sexdagarskriget, när han skrev att "vi hade sått bitterhetens vind och vi skulle skörda hämndens och upprorets virvelstorm". Omvänt hävdar Jonathan Pearson i Sir Anthony Eden and the Suez Crisis: Reluctant Gamble (2002) att Eden var mer motvillig och mindre stridslysten än de flesta historiker har bedömt. D. R. Thorpe, en annan av Edens levnadstecknare, skriver att Suez var "ett verkligt tragiskt slut på hans tid som premiärminister, och ett som kom att få en oproportionerlig betydelse i varje bedömning av hans karriärer". Han menar att om Suez-satsningen hade lyckats, "skulle det nästan säkert inte ha blivit något krig i Mellanöstern 1967, och förmodligen inget Jom kippur-kriget 1973 heller".
Guy Millard, en av Edens privatsekreterare, som trettio år senare i en radiointervju för första gången talade offentligt om krisen, fällde en insiders bedömning av Eden: "Det var naturligtvis hans misstag och ett tragiskt och katastrofalt misstag för honom. Jag tror att han överskattade betydelsen av Nasser, Egypten, kanalen och till och med Mellanöstern." Även om det brittiska agerandet 1956 vanligtvis har beskrivits som "imperialistiskt" var det huvudsakliga motivet ekonomiskt. Eden var en liberal anhängare av nationalistiska ambitioner, inklusive sudanesisk självständighet, och hans avtal om Suezkanalens bas från 1954, som drog tillbaka brittiska trupper från Suez i utbyte mot vissa garantier, förhandlades fram med det konservativa partiet mot Churchills vilja.
Rothwell anser att Eden borde ha avbrutit planerna på en invasion i Suez i mitten av oktober, när de engelsk-franska förhandlingarna i FN gjorde vissa framsteg, och att arabländerna 1956 kastade bort en chans att sluta fred med Israel vid dess befintliga gränser.
Senare biografier lägger större vikt vid Edens prestationer inom utrikespolitiken och uppfattar honom som att ha haft en djup övertygelse om världsfred och säkerhet, liksom ett starkt socialt samvete. Rhodes James tillämpade på Eden Churchills berömda dom över Lord Curzon (i Great Contemporaries): "Morgonen hade varit gyllene; middagstiden var av brons; och kvällen bly. Men allt var solitt, och var och en var polerad tills den glänste på sitt sätt."
Både höghuset Eden Court i Leamington Spa, byggt 1960, och Sir Anthony Eden Way i Warwick, byggt på 2000-talet, är uppkallade efter honom.

## Memoarer
- Another World. London. Allen Lane, 1976. (skildrar det tidiga livet)
- Facing the Dictators: The Memoirs of Anthony Eden. London. Cassell, 1962. (skildrar tidig karriär och första perioden som utrikesminister fram till 1938)
- The Reckoning: The Memoirs of Anthony Eden. London. Cassell, 1965. (skildrar åren 1938–1945)
- Full Circle: The Memoirs of Anthony Eden. London. Cassell, 1960. (skildrar karriären efter kriget)